# TER Lorraine
Le TER Lorraine ou Métrolor est le réseau de transport express régional de l'ancienne région administrative Lorraine. Son nom commercial « Métrolor » est repris du service cadencé mis en place en 1970 sur la relation Nancy - Thionville.
Le TER Lorraine compte 1 850 km de lignes, ce qui en fait le deuxième réseau de France par sa longueur. Il dessert 169 gares.
Depuis le 11 décembre 2016, le TER Lorraine fait partie du réseau TER Grand Est aux côtés des réseaux TER Alsace et TER Champagne-Ardenne. La convention entre SNCF Mobilités et la région Grand Est (issue de la fusion des anciennes régions Alsace, Lorraine et Champagne-Ardenne) est la première signée en France depuis la réforme territoriale en vigueur depuis le 1er janvier 2016.

## Histoire

### Le conventionnement du transport régional de voyageurs avant la naissance du TER
Métrolor est à l'origine le nom commercial donné à la desserte ferroviaire cadencée sur le sillon Mosellan entre Thionville, Metz et Nancy. Instaurée le 2 janvier 1970, c'est la première desserte régionale conventionnée d'envergure en France, et la première desserte périurbaine de qualité en dehors de l'agglomération parisienne. Elle porte sur quatorze aller-retours Thionville - Nancy par jour de semaine, de 7 h 00 à 20 h 00, en 65 min avec quatre arrêts intermédiaires (Hagondange, Metz, Pagny-sur-Moselle et Pont-à-Mousson). L'offre de trains augmente ainsi de 50 % entre Metz et Nancy, et de 77 % entre Metz et Thionville. La fréquentation dépasse de 30 % les prévisions les plus optimistes, avec 1,4 million de voyageurs et 56 millions de voyageurs-kilomètres en 1970. Dans le premier semestre 1971, la fréquentation augmente encore de 10 % et atteint 101 voyageurs en moyenne par train. Financée pendant les deux premières années par l'État exclusivement, face au refus persistant du Conseil général de Meurthe-et-Moselle, le succès de l'expérimentation convainc les conseils généraux de Moselle et Meurthe-et-Moselle à signer une convention avec la SNCF et à financer Métrolor à partir de 1972. Avec son rôle de projet-pilote, Métrolor inspire d'autres projets semblables ailleurs en France et marque le renouveau des transports ferroviaires régionaux, préfigurant la naissance du concept du Transport express régional (TER) seize ans plus tard. Pratiquement oublié pendant les années 1990, la région Lorraine réanime la marque Métrolor pour la communication sur son réseau TER Lorraine à partir de 2002.
À la demande des élus, l'Oréam Lorraine étudie le renouvellement de la desserte sur d'autres relations, dont Metz - Forbach, Hagondange - Conflans - Jarny et Longwy - Thionville, cette dernière réalisée ultérieurement sous la forme d'une ligne routière. Ainsi, une desserte cadencée Hagondange - Conflans-Jarny en correspondance avec Métrolor est mise en place en août 1973. Sous le nom de « Métro-Orne », elle porte sur dix aller-retours par jour, desservant huit arrêts intermédiaires. Bien que la ligne soit électrifiée, l'exploitation est assurée par des EAD X 4300. Tout comme Métrolor, l'opération est entièrement financée par l'État pendant les deux dernières années. Malgré une distance ferroviaire plus courte que la distance routière, les résultats sont plutôt décevants avec une occupation moyenne des auorails de quarante voyageurs. Il se trouve que les habitants restent fidèles aux lignes routières privées, avec lesquelles aucune concertation n'a été menée. La faible vitesse commerciale des trains Métro-Orne, de l'ordre de 39 km, n'y est certainement pas étrangère. Un concept de lignes d'autocars convergeant sur Métro-Orne a donc été élaboré, mais jamais mis en œuvre. Le service Métro-Orne n'a jamais été conventionné non plus, mais la SNCF l'a toutefois maintenue. Trente ans après son instauration, il consiste toujours de dix aller-retours, et l'occupation moyenne des trains est de trente-quatre personnes.
La SNCF n'ayant pu atteindre l'équilibre financier à la fin de l'exercice 1973, le ministère des Finances fixe l'objectif de reporter les services omnibus sur 10 000 km de voies ferrées sur la route, chiffre bientôt porté à 12 500 km. Quand Jacques Chirac devient Premier ministre le 27 mai 1974, il décrète rapidement l'arrêt des transferts sur route autoritaires et propose d'attendre tout d'abord l'élaboration des premiers schémas régionaux de transport (SRT). Six régions sont choisies comme régions pilotes, dont la Lorraine et aussi l'Alsace, mais le principe est progressivement étendue sur toutes les régions jusqu'en 1977. Les régions pilotes vont se voir se confier l'organisation des services omnibus, avec l'idée sous-jacente qu'elles vont fermer des lignes rurales pour utiliser les économies réalisées pour l'amélioration des dessertes déclarées d'intérêt régional par le SRT. Le but global est l'amélioration des transports collectifs sans coûts supplémentaires pour la collectivité.
La troisième relation bénéficiant d'améliorations de l'offre horaire est Nancy - Épinal. Bien que le nom retenu « Métrovosges » évoque Métrolor, il ne s'agit ici pas d'une desserte cadencée, mais de seulement trois aller-retours par jour ouvrable, en dehors des vacances scolaires, avec deux arrêts intermédiaires : Charmes (Vosges) et Châtel - Nomexy. S'y ajoute un unique aller-retour supplémentaire pour Remiremont. La DATAR donne son accord pour une participation dégressive au déficit pendant trois ans. Sinon la répartition du déficit d'exploitation est de 30 % pour les Vosges et de 70 % pour la Meurthe-et-Moselle. Ce déficit comprend notamment la perte de recettes sur les trains omnibus par report du trafic sur les nouveaux trains directs. Métrovosges est lancé le 13 septembre 1975 et fait appel à des EAD X 4300 de Metz. Une seconde phase de Métrovosges entre en application un an plus tard, le 27 septembre 1976, portant quant à elle sur la ligne voisine Nancy - Saint-Dié. Ici, le nombre de trains n'avait plus évolué depuis vingt ans. Seulement deux aller-retours supplémentaires circulant trois cents jours par an sont créés, et deux aller-retours omnibus existants sont accélérés. Avec quatre arrêts intermédiaires, à savoir Lunéville, Baccarat, Raon-l'Étape et Étival, le temps de parcours pour les 84 km de la ligne varie entre 1 h 08 et 1 h 16 selon les trains. Le département des Vosges prend en charge 60 % du déficit d'exploitation, et la Meurthe-et-Moselle 40 %. Il s'avère par la suite que les trains créés couvrent pratiquement les charges, mais les trains omnibus ont subi une baisse de fréquentation. Globalement, Métrovosges est un succès. L'augmentation du trafic est de 40 % sur Épinal et de 30 % sur Saint-Dié, moyennant des coûts annuels de 971 000 francs respectivement 183 000 francs pour les deux départements. L'occupation moyenne des autorails est de 75 personnes en moyenne sur Épinal et de 126 personnes en moyenne sur Saint-Dié.
Le SRT Lorraine, adopté le 6 juin 1977, correspond exactement à l'attente de l'État puisqu'il propose l'amélioration des dessertes sur un réseau noyau, financée par les économies réalisées avec le transfert sur route de lignes en zones peu peuplées. Dans le cadre du SRT Lorraine, c'est la première fois qu'une région se prononce en faveur de la fermeture de lignes. Hormis les dessertes déjà améliorées, seulement deux autres relations sont retenues pour bénéficier d'aménagements dans ce sens, à savoir Metz - Forbach et Verdun - Châlons-sur-Marne. Par contre, sept liaisons sont retenues pour le transfert sur route, dont une seule sera finalement épargnée : Conflans-Jarny - Verdun. Cependant, le nombre de lignes fermées dépassera les sept (voir la section dédiée ci-dessous), mais la mise en œuvre des transferts sur route n'est pas réalisée dans l'immédiat.
En effet, les réticences des élus locaux sont de plus en plus grands, et il n'est plus possible de fermer des lignes sans rencontrer de la résistance. La relation Nancy - Château-Salins est choisie pour expérimenter un transfert sur route d'une façon plus pédagogique et sans encombre. Plus qu'un unique aller-retour n'y circule, mais les usagers qui lui restent s'en montrent en partie satisfaits (les autres ayant déjà abandonné le chemin de fer). Il est décidé ainsi de le remplacer par sept aller-retours en autocar, s'ajoutant aux deux aller-retours en autocar existants, mais de maintenir le train pendant une période d'essai d'un an, à compter du 23 janvier 1978. Parallèlement, une tarification commune avec le transporteur privé également actif sur la relation doit être développé afin d'éviter à certains usagers de prendre deux abonnements différents. À l'issue de la phase d'essai, le choix entre poursuite de la desserte renforcée par autocar ou retour au statu quo doit être fait. Comme attendu, le trafic global augmente rapidement, et la fréquentation du train baisse, mais il n'est supprimé que le 2 avril 1979 car la ville de Château-Salins craignait que sa suppression engendrerait la perte de la desserte marchandises. L'État vit ainsi le genre de projet-pilote que ce transfert sur route constituait pour lui comme un échec, réalisant que quelle que soit l'approche choisie, il n'obtiendra jamais le soutien des élus locaux, même en proposant une desserte par autocar répondant mieux aux besoins. D'autre part, les négociations sur la tarification commune n'ont pas abouti non plus, le transporteur (les Rapides de Lorraine) redoutant une tentative de nationalisation rampante.
En 1978/79, l'Oréam Lorraine avait encore prévu d'aménager les dessertes sur d'autres lignes ferroviaires non retenues par le SRT, à commencer par Épinal - Saint-Dié. Or, autre retombé du dossier de la ligne de Château-Salins, les élus locaux craignent qu'il ne s'agisse que d'une stratégie cachée pour transférer cette ligne sur la route (ce qui en l’occurrence n'est pas le cas) et montrent une vive opposition. De ce fait, aucun projet d'amélioration de dessertes ferroviaires régionales ne voit plus le jour en Lorraine jusqu'au lancement du TER Lorraine. Cependant, avec le changement de politique sous la présidence de François Mitterrand, la SNCF est désormais encouragée d'augmenter l'offre omnibus de sa propre initiative, ce qu'elle fait à chaque changement d'horaire d'été 1981 jusqu'à hiver 1983/84. Le gouvernement encourage également l'ensemble des régions à conclure des conventions avec la SNCF, ce que la Lorraine fait la dernière en mai 1989 seulement. Les conventions existantes pour Métrolor et Metrovosges sont intégrées. À ce titre, il n'est pas inintéressant de constater qu'en dépit de son rôle de précurseur dans la revitalisation des dessertes régionales, le volontarisme de la Région Lorraine a ses limites, puisque dans les années 1980-1984, les économies réalisées par les transferts sur route (voir ci-dessous) sont toujours nettement supérieures au budget consacré aux transports, de l'ordre de 10-25 % selon les années. La Région investit donc une partie des économies reversées par l'État dans des domaines autre que les transports, ce que le décret d'août 1977 n'autorisait pas.

### La poursuite du déclin du transport ferroviaire en dehors des grands axes
Depuis l'instauration du service Métrolor et le début du renouveau du transport ferroviaire sur les lignes périurbaines des grandes villes, le service de voyageurs a été supprimé sur de nombreuses lignes en milieu rural. Même une ligne périurbaine est concernée : Conflans-Jarny - Amnéville - Metz. Sans tenir compte des lignes fermées en 1970 même, les sections suivantes ont été concernées :
- 2 juin 1973 : Lesseux - Frapelle - Sainte-Marie-aux-Mines par le tunnel de Sainte-Marie-aux-Mines, dans le cadre de la relation directe Nancy - Colmar (10 km)[a 9]
- 6 août 1973 : Conflans-Jarny - Amnéville - Metz-Ville (30 km)[a 10]
- 6 août 1973 : Valleroy - Briey (4 km, ligne électrifiée)[a 11]
- 3 avril 1977 : Aillevillers - Plombières-les-Bains (10,7 km)[3]
- 20 avril 1979 : Champigneulles - Château-Salins - SRT 1977 (33 km)[a 6]
- 1er juin 1980 : Lunéville - Bruyères (Vosges) - SRT 1977 (exploitation CFTA) (59 km)[a 12]
- 27 septembre 1987[réf. souhaitée] : Bouzonville - Hargarten-Falck (13 km, ligne électrifiée)
- 24 septembre 1988 : Laveline-devant-Bruyères - Gérardmer (21 km)[a 13]
- 27 mai 1989 : Hymont - Mattaincourt - Épinal, dans le cadre de la relation Strasbourg - Contrexéville - SRT 1977 (28,9 km)[a 14]
- 27 mai 1989 : Remiremont - Bussang - SRT 1977 (33 km)[a 14]
- 27 mai 1989 : Remiremont - Cornimont - SRT 1977 (24 km)[a 14]
- novembre 1996 : Bitche - Niederbronn-les-Bains (23,5 km)[a 15]
- décembre 1999[réf. souhaitée] : Berthelming - Sarre-Union, dans le cadre de la relation Sarrebourg - Sarreguemines - SRT 1977 (19 km)

Certaines de ces fermetures ont été réalisées à l'initiative de la SNCF, notamment en ce qui concerne des lignes empruntées exclusivement par des trains grandes lignes à la fin de l'exploitation, cas d'Aillervillers - Plombières-les-Bains et Laveline - Gérardmer. Il n'y a ainsi pas eu de service routier de remplacement. La fermeture du tunnel de Sainte-Marie-aux-Mines constitue un cas particulier, et fut motivée par sa transformation en tunnel routier. D'autres fermetures ont été réalisées à la demande de la Région, à la suite de leur inscription dans le Schéma régional de transport (SRT) de 1977 et des mesures incitatives mises en place par l'État, permettant à la Région de récupérer les économies réalisées. Toutes les fermetures à partir de 1987 relèvent ainsi de décisions du Conseil régional. Pour Berthelming - Sarre-Union et Bitche - Niederbronn, la situation des lignes en limite avec la région Alsace a été décisive. - Les fermetures à partir de 1989 portent sur des lignes avec quatre à six aller-retours par jour, alors que les autres (sauf le tunnel de Sainte-Marie) portent sur des lignes avec un trafic résiduel d'un aller-retour par jour, ou un trafic purement saisonnier dans le cas de Gérardmer.

### De la naissance du TER en 1986 jusqu'à la régionalisation en 2002
« TER » traduit une stratégie commerciale nouvelle de la SNCF sur le plan des transports ferroviaires régionaux, jusque-là négligés et souffrant d'une mauvaise image. Pour la première fois, une telle initiative est mise en œuvre sur le plan national. Comme dans les autres régions, le TER Lorraine est lancé en 1986, mais sauf sur le plan de la communication et de l'identité visuelle, rien ne change pour le moment. En principe, le concept instaure aussi un nouveau cadre pour la coopération entre les régions et la SNCF, traduit par le conventionnement du transport régional de voyageurs, suivant la volonté politique de lors. Jusqu'à la fin de l'année, toutes les régions sauf Charente-Maritime, Rhône-Alpes et Lorraine auront ainsi signé leur convention avec la SNCF. La réticence de la Lorraine semble venir de l'attitude ambiguë de l'État relative aux SRT pilotes de 1977, qui tantôt affichait la volonté de laisser une marge de décision aux régions, tantôt revenait en arrière si les décisions prises n'étaient pas celles attendues. L'expérience avec le transfert sur route de la ligne de Château-Salins entra également en jeu. La Lorraine signe sa convention la dernière, en mai 1989, quatre mois après Rhône-Alpes. La région obtient la possibilité de décider des modifications de la desserte régionale, mais doit en contrepartie rembourser un manque à gagner éventuel à la SNCF, tout en bénéficiant d'un bonus sur les lignes qui engendreraient un trafic supplémentaire. La SNCF ne répercute pas d'éventuelles hausses des coûts de l'exploitation et touche directement une contribution de l'État pour l'exécution du service public régional. Jusqu'à la fin de l'exercice 1992, le TER n'inclut pas encore les express d'intérêt régional.
De fin 1986 à mai 1988, le dépôt de Thionville reçoit pour la première fois des automotrices neuves avec un contingent de vingt-deux Z 11500. Elles sont déployées sur toutes les lignes électrifiées de la région, sauf sur Bouzonville et Apach. Effectuant des tournées jusqu'à Reims, Besançon, Strasbourg et Charleville-Mézières, leur zone d'emploi est si vaste qu'elles ne suffisent pas à évincer les autorails sous caténaire. La SNCF propose donc à la Lorraine un lot de dix Z 6300 en provenance de la banlieue parisienne, que la Lorraine n'accepte pas sans réticence. Arrivé à Thionville au printemps 1988, ce matériel de conception dépassé accuse l'âge et manque de confort, et aussi les voyageurs s'en plaignent-ils auprès de la SNCF. Les Z 6300 sont donc utilisées de façon peu intense et de préférence sur des relations courtes, à l'exception toutefois d'Épernay - Reims - Charleville-Mézières - Longuyon.
Pendant cette période, aucun réaménagement important des dessertes n'est entreprise. La desserte Métrolor est renforcée grâce aux économies dégagées avec la fermeture de trois lignes vosgiennes en 1989 (voir la section ci-dessus), avec maintenant un train toutes les 30 min pendant les heures de pointe et prolongement de certains trains sur Luxembourg. C'est encore Métrolor qui bénéficie des nouvelles rames réversibles régionales (RRR) en 1990, tout comme la relation internationale Metz - Forbach - Sarrebruck à partir du 29 septembre, à la suite d'un protocole d'accord pour l'Eurodistrict signé par les maires des deux villes. Les six aller-retours sont tractés par des locomotives de la série 181 de la DB rendues aptes à la réversibilité que la SNCF doit louer par manque de locomotives bifréquence BB 20200, mais la DB demandera vite de récupérer ses machines, et elles seront définitivement relayées par des BB 67400 à partir de l'hiver 1993. Pendant la période 1985-1992, la région Lorraine investit en total 12 300 000 francs dans l'infrastructure (dont plusieurs centaines de milliers de francs pour des abribus et des poteaux d'arrêt le long des trois lignes vosgiennes transférées sur la route) et 97 600 000 francs dans le matériel, prenant ainsi la 14e respectivement la 4e place parmi les régions françaises (ou la 7e place pour le total des investissements).
Jusqu'à la régionalisation, sur le plan comptable, la SNCF distribue elle-même la compensation globale pour les dessertes régionales versée par l'État entre les régions. Il apparaît ainsi un solde négatif de 6 800 000 francs pour l'exercice 1992 et un solde également négatif de 9 700 000 francs pour l'exercice 1993, alors que la Lorraine ne fait pas partie des dix régions ayant subi une baisse de trafic depuis 1990 et avait présenté des soldes légèrement positifs en 1989 et 1990. Ces résultats ne sont publiés, avec des chiffres provisoires qui plus est, que courant 1994 respectivement en juin 1995. Les responsables de la SNCF ne parviennent pas à justifier de façon satisfaisante ces mauvais résultats, tout en demandant aux régions concernées de lui verser des contributions à concurrence des déficits. Cette expérience instille la méfiance des régions à l'égard de la SNCF, l'opacité des chiffres ne permettant pas d'exclure que cette dernière répercute les charges financières du réseau à grande vitesse sur les dessertes régionales.
La réouverture de la gare d'Hettange-Grande entre Thionville et la frontière franco-luxembourgeoise, le 30 janvier 2000 est l'unique opération notable menée par la Lorraine jusqu'à la fin de la période analysée. Sinon, de nouveaux quais ont été créés dans les gares de Metz et Nancy. La région Lorraine n'a joué aucun rôle dans l'arrivée du tram-train de Sarrebruck en gare de Sarreguemines, le 1er octobre 1997, ou dans la réouverture de la gare d'Audun-le-Tiche par les CFL. La création d'autres nouveaux points d'accès au réseau TER Lorraine, comme à Golbey, n'a finalement pas été réalisée. En 2000 toutefois, en prévision de la LGV Est européenne, deux projets importants sont réalisés avec l'électrification des lignes Blainville - Épinal et de Lunéville à Saint-Dié, financée par Réseau ferré de France et le Fonds européen de développement régional .
Les expériences gagnées dans les six régions pilotes retenues en 1996 (et dont la Lorraine ne fait pas partie) sont décisives pour la généralisation du conventionnement global des services TER par la loi relative à la solidarité et au renouvellement urbains (SRU), promulgué le 13 décembre 2000, à compter du 1er janvier 2002. Les régions deviennent ainsi autorités organisatrices de transports et se substituent à l'État pour le versement des contributions à la SNCF en vertu du trafic régional.

### Depuis la régionalisation en 2002

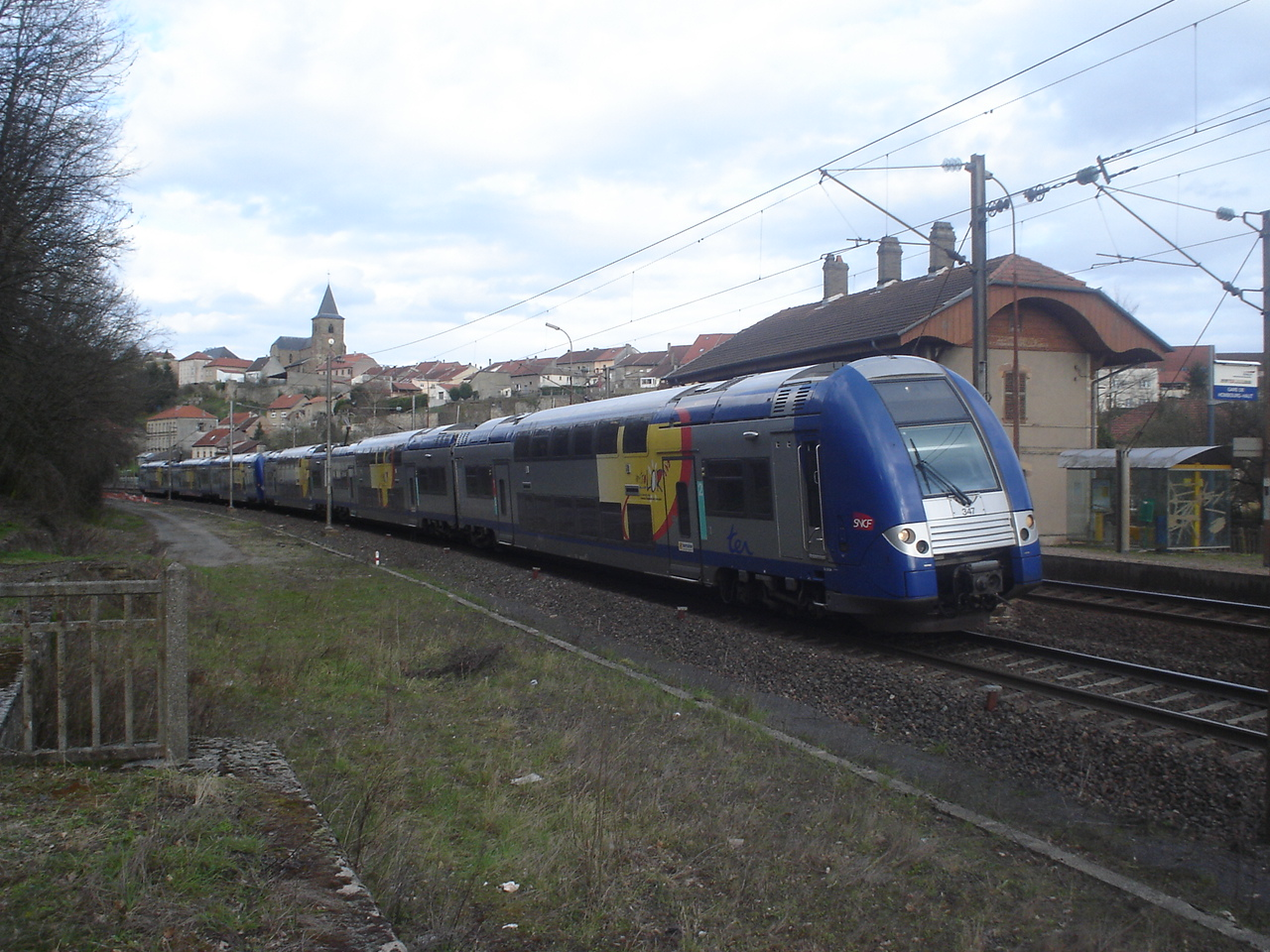
Z 24500 quittant la gare de Hombourg-Haut.

Début 2002, le Conseil régional devient autorité organisatrice de transports. Depuis, le réseau Métrolor connait une importante rénovation autant au niveau du matériel roulant qu'au niveau infrastructure, grâce au financement par la région. L'un des objectifs de cette politique a été l'adaptation du réseau ferré lorrain à l'arrivée du TGV Est en juin 2007. À la fin de l'année 2009, la totalité du matériel sera neuf ou rénové, et la moyenne d'âge sera de onze ans. Fin 2009, 123 rames circulent pour le TER Lorraine (y compris les rames des CFL et de la DB) totalisant 26 000 places assises. Le coût total de ce renouvellement est d'environ 40 000 000 € étalés entre 2002 et 2009.
Le 12 décembre 2005, parallèlement à la nouvelle tarification zonale, nombre de nouvelles circulations sont ajoutées : + 50 % sur Nancy - Luxembourg pour atteindre quatre trains par heure en début de matinée, + 30 % sur les lignes vosgiennes, + 20 % sur le bassin houiller par exemple[réf. nécessaire], et le service est clarifié : sauf exceptions, les omnibus desservent toutes les gares. Lors de la mise en service du TGV Est, un semi-cadencement est mis en place sur la ligne Nancy - Luxembourg (46 trains par jour entre 2005 et 2007), avec légère diminution du nombre de circulations.[réf. nécessaire]

Le logo avant 2014.

De nouvelles rames à deux niveaux (TER 2N nouvelle génération) sont en service entre Nancy et Luxembourg, et assurent la plupart des circulations, avec quelques ZGC pour certaines relations omnibus. Les autres lignes bénéficient également de nouveaux matériels : X 73900, AGC, ZGC, ainsi que de rames modernisées : RIO, RRR, automotrices Z2, rames Intercités etc. La régularité des trains dans la région est de 95 % en 2009, ce qui en fait une des meilleures de France.
La région a participé à l'appel d'offre de la SNCF pour les nouveaux TER Régiolis. La Lorraine en a commandé huit, et les premières livraisons sont prévues pour 2013.
La région devrait passer commande de nouveaux TER à deux niveaux.[réf. nécessaire] C'est Bombardier Transport qui construira ce nouveau train.
À la suite de la fusion des régions en 2016, l'autorité organisatrice des transports régionaux est la région Grand Est qui hérite de la propriété du matériel roulant[réf. nécessaire].

## Convention TER 2007 - 2016
La nouvelle convention d’exploitation du service public régional de transport de voyageurs (TER) a été signé le 24 juillet 2007 à Metz par Jean-Pierre Masseret, le président du Conseil Régional de Lorraine de l'époque et par Jean Macaire, directeur de la région SNCF Lorraine. La convention poursuit le programme de rénovation des haltes ferroviaires et instaure un système pénalisant la SNCF en cas de grèves ou de retards injustifiés. Elle instaure des objectifs de recettes jusqu'en 2011 ainsi qu'un système d'intéressement pour la SNCF dans le cadre de fortes progressions des recettes.

## Relations TER

### Par rail

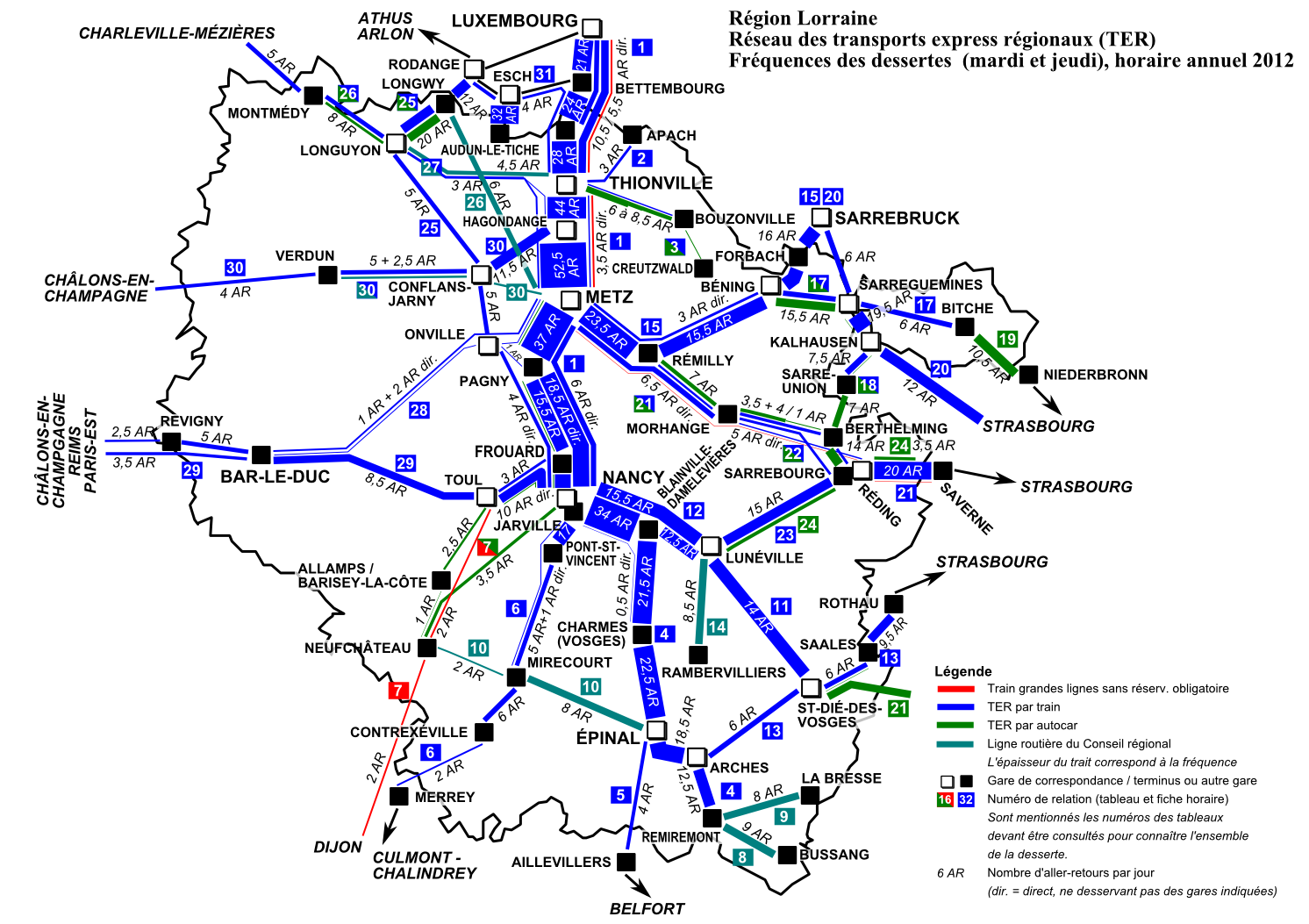
Fréquence de la desserte les jours-type de pleine semaine (mardi et jeudi), 2012.

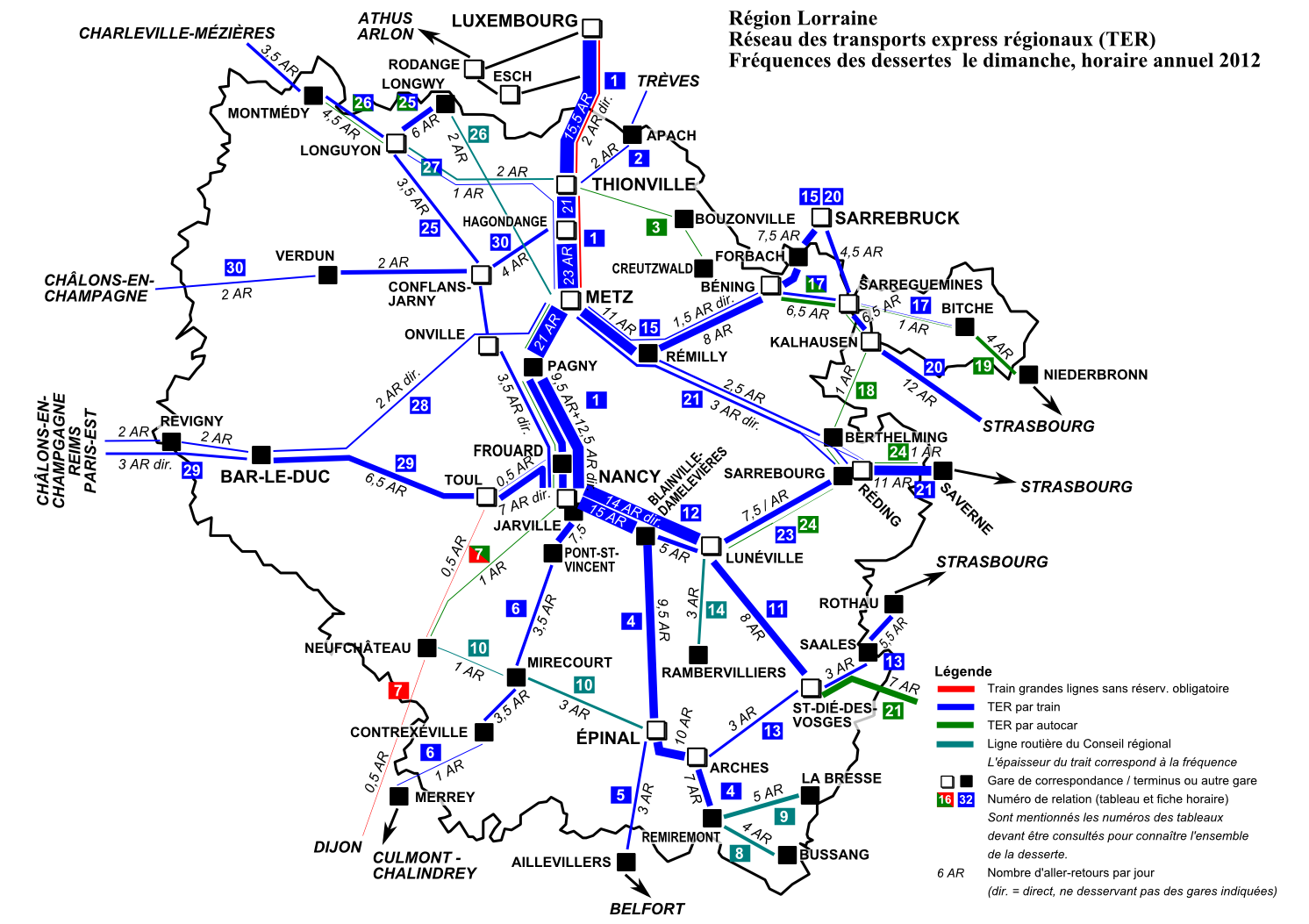
Fréquence le dimanche, 2012.

La desserte par rail du TER Lorraine ne couvre pas la totalité des lignes classiques exploitées en service voyageurs au sein de la région Lorraine : la ligne de Toul à Culmont - Chalindrey n'est desservie que par des trains grandes lignes et des autocars TER. La ligne de Metz à Paris n'est desservie que par des TER rapides en remplacement des anciens trains Corail, avec seulement trois arrêts entre la gare de débranchement dans la vallée de la Moselle, Novéant, et la limite de la région (Onville, Bar-le-Duc et Revigny).
Les relations desservies par des trains TER sont résumées dans le tableau ci-dessous. Sur plusieurs lignes, les trains sont complétés par des autocars, notamment en début et fin de journée. Ces services étant repris par le tableau de la section suivante, le tableau n'en tient pas compte.
Dans la colonne Horaires, sont indiqués le premier départ de la gare nommée en dernier lieu, et le dernier départ de la gare en dernier lieu (sans tenir compte des gares entre parenthèses). Est considérée comme fonctionnant en soirée une ligne dont le dernier départ a lieu après 20 h 30, si ce train effectue la totalité du parcours. Ces renseignements se portent sur le cas le plus représentatif, soit les jours du lundi au vendredi hors jours fériés. La durée du voyage peut varier en fonction des différents services, les horaires n'étant pas cadencés. Est indiquée la durée du voyage la plus représentative (sans tenir compte des gares entre parenthèses).
La principale ligne est la ligne Nancy-Metz-Thionville-Luxembourg (sillon Mosellan) qui représente 41 % du trafic en 2008, avec un train toutes les 15 min en heures de pointe.
Une nouvelle relation Longwy - Belval - Thionville a vu le jour en décembre 2009. Cette desserte s'est étoffée le 6 septembre 2010, passant d'un à quatre aller-retours par jour, partiellement à destination ou au départ de Metz.
Les services du TER Lorraine ne sont pas les seuls trains régionaux à circuler en Lorraine. Les gares de Volmerange-les-Mines et Audun-le-Tiche, isolées du reste du réseau actif, sont desservies depuis le Luxembourg par les CFL, depuis Bettembourg et Esch-sur-Alzette respectivement. La gare de Sarreguemines est desservie par la Saarbahn en plus des TER Lorraine, ligne de tram-train en provenance de Sarrebruck.
| Ligne | Caractéristiques | Caractéristiques | Caractéristiques | Caractéristiques | Caractéristiques | Caractéristiques | Caractéristiques | Caractéristiques | Caractéristiques | Illustration |
| ----- | --- | --- | --- | --- | --- | --- | --- | --- | --- | ------------ |
| 1     | NANCY ↔ Pont-à-Mousson ↔ Metz ↔ Thionville ↔ LUXEMBOURG (Certifié NF service par Afnor sur la base de la norme EN 13816)            | NANCY ↔ Pont-à-Mousson ↔ Metz ↔ Thionville ↔ LUXEMBOURG (Certifié NF service par Afnor sur la base de la norme EN 13816)            | NANCY ↔ Pont-à-Mousson ↔ Metz ↔ Thionville ↔ LUXEMBOURG (Certifié NF service par Afnor sur la base de la norme EN 13816)            | NANCY ↔ Pont-à-Mousson ↔ Metz ↔ Thionville ↔ LUXEMBOURG (Certifié NF service par Afnor sur la base de la norme EN 13816)            | NANCY ↔ Pont-à-Mousson ↔ Metz ↔ Thionville ↔ LUXEMBOURG (Certifié NF service par Afnor sur la base de la norme EN 13816)            | NANCY ↔ Pont-à-Mousson ↔ Metz ↔ Thionville ↔ LUXEMBOURG (Certifié NF service par Afnor sur la base de la norme EN 13816)            | NANCY ↔ Pont-à-Mousson ↔ Metz ↔ Thionville ↔ LUXEMBOURG (Certifié NF service par Afnor sur la base de la norme EN 13816)            | NANCY ↔ Pont-à-Mousson ↔ Metz ↔ Thionville ↔ LUXEMBOURG (Certifié NF service par Afnor sur la base de la norme EN 13816)            | NANCY ↔ Pont-à-Mousson ↔ Metz ↔ Thionville ↔ LUXEMBOURG (Certifié NF service par Afnor sur la base de la norme EN 13816)            |              |
|       | Longueur 83 km | Durée 1 h 30 | Nb. arrêts 24 | Soirée / Dimanche - Férié · / | Horaires 5 h 02 – 22 h 00 | Réseau TER Lorraine / CFL | | | |              |
|       | | | | | | | | | |              |
| 2     | THIONVILLE ↔ APACH (↔ TRÈVES) | THIONVILLE ↔ APACH (↔ TRÈVES) | THIONVILLE ↔ APACH (↔ TRÈVES) | THIONVILLE ↔ APACH (↔ TRÈVES) | THIONVILLE ↔ APACH (↔ TRÈVES) | THIONVILLE ↔ APACH (↔ TRÈVES) | THIONVILLE ↔ APACH (↔ TRÈVES) | THIONVILLE ↔ APACH (↔ TRÈVES) | THIONVILLE ↔ APACH (↔ TRÈVES) |              |
|       | Longueur 22,2 km | Durée 0 h 25 | Nb. arrêts 6 | Soirée / Dimanche - Férié · / | Horaires 6 h 40 – 18 h 40 | Réseau TER Lorraine | | | |              |
|       | | | | | | | | | |              |
| 3     | THIONVILLE ↔ BOUZONVILLE | THIONVILLE ↔ BOUZONVILLE | THIONVILLE ↔ BOUZONVILLE | THIONVILLE ↔ BOUZONVILLE | THIONVILLE ↔ BOUZONVILLE | THIONVILLE ↔ BOUZONVILLE | THIONVILLE ↔ BOUZONVILLE | THIONVILLE ↔ BOUZONVILLE | THIONVILLE ↔ BOUZONVILLE |              |
|       | Longueur 35,7 km | Durée 0 h 50 | Nb. arrêts 11 | Soirée / Dimanche - Férié · / | Horaires 6 h 20 – 17 h 50 | Réseau TER Lorraine | | | |              |
|       | | | | | | | | | |              |
| 4     | NANCY ↔ Blainville-Damelevières ↔ Épinal ↔ Arches ↔ REMIREMONT (Certifié NF service par Afnor sur la base de la norme EN 13816)     | NANCY ↔ Blainville-Damelevières ↔ Épinal ↔ Arches ↔ REMIREMONT (Certifié NF service par Afnor sur la base de la norme EN 13816)     | NANCY ↔ Blainville-Damelevières ↔ Épinal ↔ Arches ↔ REMIREMONT (Certifié NF service par Afnor sur la base de la norme EN 13816)     | NANCY ↔ Blainville-Damelevières ↔ Épinal ↔ Arches ↔ REMIREMONT (Certifié NF service par Afnor sur la base de la norme EN 13816)     | NANCY ↔ Blainville-Damelevières ↔ Épinal ↔ Arches ↔ REMIREMONT (Certifié NF service par Afnor sur la base de la norme EN 13816)     | NANCY ↔ Blainville-Damelevières ↔ Épinal ↔ Arches ↔ REMIREMONT (Certifié NF service par Afnor sur la base de la norme EN 13816)     | NANCY ↔ Blainville-Damelevières ↔ Épinal ↔ Arches ↔ REMIREMONT (Certifié NF service par Afnor sur la base de la norme EN 13816)     | NANCY ↔ Blainville-Damelevières ↔ Épinal ↔ Arches ↔ REMIREMONT (Certifié NF service par Afnor sur la base de la norme EN 13816)     | NANCY ↔ Blainville-Damelevières ↔ Épinal ↔ Arches ↔ REMIREMONT (Certifié NF service par Afnor sur la base de la norme EN 13816)     |              |
|       | Longueur 101,3 km | Durée 1 h 20 | Nb. arrêts 16 | Soirée / Dimanche - Férié · / | Horaires 6 h 20 – 17 h 50 | Réseau TER Lorraine | | | |              |
|       | | | | | | | | | |              |
| 5     | (NANCY ↔) ÉPINAL ↔ Lure ↔ BELFORT                                                                                                   | (NANCY ↔) ÉPINAL ↔ Lure ↔ BELFORT                                                                                                   | (NANCY ↔) ÉPINAL ↔ Lure ↔ BELFORT                                                                                                   | (NANCY ↔) ÉPINAL ↔ Lure ↔ BELFORT                                                                                                   | (NANCY ↔) ÉPINAL ↔ Lure ↔ BELFORT                                                                                                   | (NANCY ↔) ÉPINAL ↔ Lure ↔ BELFORT                                                                                                   | (NANCY ↔) ÉPINAL ↔ Lure ↔ BELFORT                                                                                                   | (NANCY ↔) ÉPINAL ↔ Lure ↔ BELFORT                                                                                                   | (NANCY ↔) ÉPINAL ↔ Lure ↔ BELFORT                                                                                                   |              |
|       | Longueur 107,5 km | Durée 1 h 31 | Nb. arrêts 7 | Soirée / Dimanche - Férié · / | Horaires 6 h 02 – 18 h 49 | Réseau TER Lorraine | | | |              |
|       | | | | | | | | | |              |
| 6     | NANCY ↔ Pont-Saint-Vincent ↔ Vittel ↔ Contrexéville ↔ MERREY (HAUTE-MARNE) (↔ CULMONT - CHALINDREY)                                 | NANCY ↔ Pont-Saint-Vincent ↔ Vittel ↔ Contrexéville ↔ MERREY (HAUTE-MARNE) (↔ CULMONT - CHALINDREY)                                 | NANCY ↔ Pont-Saint-Vincent ↔ Vittel ↔ Contrexéville ↔ MERREY (HAUTE-MARNE) (↔ CULMONT - CHALINDREY)                                 | NANCY ↔ Pont-Saint-Vincent ↔ Vittel ↔ Contrexéville ↔ MERREY (HAUTE-MARNE) (↔ CULMONT - CHALINDREY)                                 | NANCY ↔ Pont-Saint-Vincent ↔ Vittel ↔ Contrexéville ↔ MERREY (HAUTE-MARNE) (↔ CULMONT - CHALINDREY)                                 | NANCY ↔ Pont-Saint-Vincent ↔ Vittel ↔ Contrexéville ↔ MERREY (HAUTE-MARNE) (↔ CULMONT - CHALINDREY)                                 | NANCY ↔ Pont-Saint-Vincent ↔ Vittel ↔ Contrexéville ↔ MERREY (HAUTE-MARNE) (↔ CULMONT - CHALINDREY)                                 | NANCY ↔ Pont-Saint-Vincent ↔ Vittel ↔ Contrexéville ↔ MERREY (HAUTE-MARNE) (↔ CULMONT - CHALINDREY)                                 | NANCY ↔ Pont-Saint-Vincent ↔ Vittel ↔ Contrexéville ↔ MERREY (HAUTE-MARNE) (↔ CULMONT - CHALINDREY)                                 |              |
|       | Longueur 133,4 km | Durée 2 h 15 | Nb. arrêts 25 | Soirée / Dimanche - Férié · / | Horaires 6 h 32 – 16 h 10 | Réseau TER Lorraine | | | |              |
|       | | | | | | | | | |              |
| 11 12 | NANCY ↔ Blainville-Damelevières ↔ Lunéville ↔ SAINT-DIÉ-DES-VOSGES (Certifié NF service par Afnor sur la base de la norme EN 13816) | NANCY ↔ Blainville-Damelevières ↔ Lunéville ↔ SAINT-DIÉ-DES-VOSGES (Certifié NF service par Afnor sur la base de la norme EN 13816) | NANCY ↔ Blainville-Damelevières ↔ Lunéville ↔ SAINT-DIÉ-DES-VOSGES (Certifié NF service par Afnor sur la base de la norme EN 13816) | NANCY ↔ Blainville-Damelevières ↔ Lunéville ↔ SAINT-DIÉ-DES-VOSGES (Certifié NF service par Afnor sur la base de la norme EN 13816) | NANCY ↔ Blainville-Damelevières ↔ Lunéville ↔ SAINT-DIÉ-DES-VOSGES (Certifié NF service par Afnor sur la base de la norme EN 13816) | NANCY ↔ Blainville-Damelevières ↔ Lunéville ↔ SAINT-DIÉ-DES-VOSGES (Certifié NF service par Afnor sur la base de la norme EN 13816) | NANCY ↔ Blainville-Damelevières ↔ Lunéville ↔ SAINT-DIÉ-DES-VOSGES (Certifié NF service par Afnor sur la base de la norme EN 13816) | NANCY ↔ Blainville-Damelevières ↔ Lunéville ↔ SAINT-DIÉ-DES-VOSGES (Certifié NF service par Afnor sur la base de la norme EN 13816) | NANCY ↔ Blainville-Damelevières ↔ Lunéville ↔ SAINT-DIÉ-DES-VOSGES (Certifié NF service par Afnor sur la base de la norme EN 13816) |              |
|       | Longueur 82,2 km | Durée 1 h 15 | Nb. arrêts 20 | Soirée / Dimanche - Férié · / | Horaires 5 h 21 – 21 h 01 | Réseau TER Lorraine | | | |              |
|       | | | | | | | | | |              |
| 13    | ÉPINAL ↔ Arches ↔ SAINT-DIÉ-DES-VOSGES ↔ SAALES (↔ STRASBOURG)                                                                      | ÉPINAL ↔ Arches ↔ SAINT-DIÉ-DES-VOSGES ↔ SAALES (↔ STRASBOURG)                                                                      | ÉPINAL ↔ Arches ↔ SAINT-DIÉ-DES-VOSGES ↔ SAALES (↔ STRASBOURG)                                                                      | ÉPINAL ↔ Arches ↔ SAINT-DIÉ-DES-VOSGES ↔ SAALES (↔ STRASBOURG)                                                                      | ÉPINAL ↔ Arches ↔ SAINT-DIÉ-DES-VOSGES ↔ SAALES (↔ STRASBOURG)                                                                      | ÉPINAL ↔ Arches ↔ SAINT-DIÉ-DES-VOSGES ↔ SAALES (↔ STRASBOURG)                                                                      | ÉPINAL ↔ Arches ↔ SAINT-DIÉ-DES-VOSGES ↔ SAALES (↔ STRASBOURG)                                                                      | ÉPINAL ↔ Arches ↔ SAINT-DIÉ-DES-VOSGES ↔ SAALES (↔ STRASBOURG)                                                                      | ÉPINAL ↔ Arches ↔ SAINT-DIÉ-DES-VOSGES ↔ SAALES (↔ STRASBOURG)                                                                      |              |
|       | Longueur 95,3 km | Durée 1 h 40 | Nb. arrêts 15 | Soirée / Dimanche - Férié · / | Horaires 7 h 03 – 16 h 52 | Réseau TER Lorraine / Alsace | | | |              |
|       | | | | | | | | | |              |
| 15    | METZ-VILLE ↔ Rémilly ↔ Béning ↔ Forbach ↔ SARREBRUCK                                                                                | METZ-VILLE ↔ Rémilly ↔ Béning ↔ Forbach ↔ SARREBRUCK                                                                                | METZ-VILLE ↔ Rémilly ↔ Béning ↔ Forbach ↔ SARREBRUCK                                                                                | METZ-VILLE ↔ Rémilly ↔ Béning ↔ Forbach ↔ SARREBRUCK                                                                                | METZ-VILLE ↔ Rémilly ↔ Béning ↔ Forbach ↔ SARREBRUCK                                                                                | METZ-VILLE ↔ Rémilly ↔ Béning ↔ Forbach ↔ SARREBRUCK                                                                                | METZ-VILLE ↔ Rémilly ↔ Béning ↔ Forbach ↔ SARREBRUCK                                                                                | METZ-VILLE ↔ Rémilly ↔ Béning ↔ Forbach ↔ SARREBRUCK                                                                                | METZ-VILLE ↔ Rémilly ↔ Béning ↔ Forbach ↔ SARREBRUCK                                                                                |              |
|       | Longueur 78,8 km | Durée 1 h 10 | Nb. arrêts 13 | Soirée / Dimanche - Férié · / | Horaires 4 h 50 – 22 h 16 | Réseau TER Lorraine | | | |              |
|       | | | | | | | | | |              |
| 17    | (METZ-VILLE ↔) BÉNING ↔ Sarreguemines ↔ BITCHE                                                                                      | (METZ-VILLE ↔) BÉNING ↔ Sarreguemines ↔ BITCHE                                                                                      | (METZ-VILLE ↔) BÉNING ↔ Sarreguemines ↔ BITCHE                                                                                      | (METZ-VILLE ↔) BÉNING ↔ Sarreguemines ↔ BITCHE                                                                                      | (METZ-VILLE ↔) BÉNING ↔ Sarreguemines ↔ BITCHE                                                                                      | (METZ-VILLE ↔) BÉNING ↔ Sarreguemines ↔ BITCHE                                                                                      | (METZ-VILLE ↔) BÉNING ↔ Sarreguemines ↔ BITCHE                                                                                      | (METZ-VILLE ↔) BÉNING ↔ Sarreguemines ↔ BITCHE                                                                                      | (METZ-VILLE ↔) BÉNING ↔ Sarreguemines ↔ BITCHE                                                                                      |              |
|       | Longueur 61,6 km | Durée 1 h 19 | Nb. arrêts 11 | Soirée / Dimanche - Férié · / | Horaires 5 h 21 – 20 h 03 | Réseau TER Lorraine | | | |              |
|       | | | | | | | | | |              |
| 18    | SARREGUEMINES ↔ Sarralbe ↔ SARRE-UNION                                                                                              | SARREGUEMINES ↔ Sarralbe ↔ SARRE-UNION                                                                                              | SARREGUEMINES ↔ Sarralbe ↔ SARRE-UNION                                                                                              | SARREGUEMINES ↔ Sarralbe ↔ SARRE-UNION                                                                                              | SARREGUEMINES ↔ Sarralbe ↔ SARRE-UNION                                                                                              | SARREGUEMINES ↔ Sarralbe ↔ SARRE-UNION                                                                                              | SARREGUEMINES ↔ Sarralbe ↔ SARRE-UNION                                                                                              | SARREGUEMINES ↔ Sarralbe ↔ SARRE-UNION                                                                                              | SARREGUEMINES ↔ Sarralbe ↔ SARRE-UNION                                                                                              |              |
|       | Longueur 30 km | Durée 1 h 30 | Nb. arrêts 37 | Soirée / Dimanche - Férié · / | Horaires 6 h 45 – 18 h 46 | Réseau TER Lorraine / Alsace | | | |              |
|       | | | | | | | | | |              |
| 20    | STRASBOURG ↔ Mommenheim ↔ Obermodern ↔ Diemeringen ↔ Sarreguemines ↔ SARREBRUCK                                                     | STRASBOURG ↔ Mommenheim ↔ Obermodern ↔ Diemeringen ↔ Sarreguemines ↔ SARREBRUCK                                                     | STRASBOURG ↔ Mommenheim ↔ Obermodern ↔ Diemeringen ↔ Sarreguemines ↔ SARREBRUCK                                                     | STRASBOURG ↔ Mommenheim ↔ Obermodern ↔ Diemeringen ↔ Sarreguemines ↔ SARREBRUCK                                                     | STRASBOURG ↔ Mommenheim ↔ Obermodern ↔ Diemeringen ↔ Sarreguemines ↔ SARREBRUCK                                                     | STRASBOURG ↔ Mommenheim ↔ Obermodern ↔ Diemeringen ↔ Sarreguemines ↔ SARREBRUCK                                                     | STRASBOURG ↔ Mommenheim ↔ Obermodern ↔ Diemeringen ↔ Sarreguemines ↔ SARREBRUCK                                                     | STRASBOURG ↔ Mommenheim ↔ Obermodern ↔ Diemeringen ↔ Sarreguemines ↔ SARREBRUCK                                                     | STRASBOURG ↔ Mommenheim ↔ Obermodern ↔ Diemeringen ↔ Sarreguemines ↔ SARREBRUCK                                                     |              |
|       | Longueur 114,7 km | Durée 1 h 35 | Nb. arrêts 25 | Soirée / Dimanche - Férié · / | Horaires 5 h 03 - 20 h 03 | Réseau TER Alsace / Lorraine | | | |              |
|       | | | | | | | | | |              |
| 21    | STRASBOURG ↔ Saverne ↔ Réding (↔ Sarrebourg) ↔ Morhange ↔ Rémilly ↔ METZ-VILLE                                                      | STRASBOURG ↔ Saverne ↔ Réding (↔ Sarrebourg) ↔ Morhange ↔ Rémilly ↔ METZ-VILLE                                                      | STRASBOURG ↔ Saverne ↔ Réding (↔ Sarrebourg) ↔ Morhange ↔ Rémilly ↔ METZ-VILLE                                                      | STRASBOURG ↔ Saverne ↔ Réding (↔ Sarrebourg) ↔ Morhange ↔ Rémilly ↔ METZ-VILLE                                                      | STRASBOURG ↔ Saverne ↔ Réding (↔ Sarrebourg) ↔ Morhange ↔ Rémilly ↔ METZ-VILLE                                                      | STRASBOURG ↔ Saverne ↔ Réding (↔ Sarrebourg) ↔ Morhange ↔ Rémilly ↔ METZ-VILLE                                                      | STRASBOURG ↔ Saverne ↔ Réding (↔ Sarrebourg) ↔ Morhange ↔ Rémilly ↔ METZ-VILLE                                                      | STRASBOURG ↔ Saverne ↔ Réding (↔ Sarrebourg) ↔ Morhange ↔ Rémilly ↔ METZ-VILLE                                                      | STRASBOURG ↔ Saverne ↔ Réding (↔ Sarrebourg) ↔ Morhange ↔ Rémilly ↔ METZ-VILLE                                                      |              |
|       | Longueur 154,3 km | Durée 1 h 35 | Nb. arrêts 25 | Soirée / Dimanche - Férié · / | Horaires 6 h 37 - 19 h 50 | Réseau TER Alsace / Lorraine | | | |              |
|       | | | | | | | | | |              |
| 23    | STRASBOURG ↔ Saverne ↔ Réding ↔ Sarrebourg ↔ NANCY                                                                                  | STRASBOURG ↔ Saverne ↔ Réding ↔ Sarrebourg ↔ NANCY                                                                                  | STRASBOURG ↔ Saverne ↔ Réding ↔ Sarrebourg ↔ NANCY                                                                                  | STRASBOURG ↔ Saverne ↔ Réding ↔ Sarrebourg ↔ NANCY                                                                                  | STRASBOURG ↔ Saverne ↔ Réding ↔ Sarrebourg ↔ NANCY                                                                                  | STRASBOURG ↔ Saverne ↔ Réding ↔ Sarrebourg ↔ NANCY                                                                                  | STRASBOURG ↔ Saverne ↔ Réding ↔ Sarrebourg ↔ NANCY                                                                                  | STRASBOURG ↔ Saverne ↔ Réding ↔ Sarrebourg ↔ NANCY                                                                                  | STRASBOURG ↔ Saverne ↔ Réding ↔ Sarrebourg ↔ NANCY                                                                                  |              |
|       | Longueur 149,6 km | Durée 1 h 20 | Nb. arrêts 7 | Soirée / Dimanche - Férié · / | Horaires 6 h 15 - 19 h 20 | Réseau TER Alsace / Lorraine | | | |              |
|       | | | | | | | | | |              |
| 25    | NANCY ↔ Conflans-Jarny ↔ Longuyon ↔ LONGWY                                                                                          | NANCY ↔ Conflans-Jarny ↔ Longuyon ↔ LONGWY                                                                                          | NANCY ↔ Conflans-Jarny ↔ Longuyon ↔ LONGWY                                                                                          | NANCY ↔ Conflans-Jarny ↔ Longuyon ↔ LONGWY                                                                                          | NANCY ↔ Conflans-Jarny ↔ Longuyon ↔ LONGWY                                                                                          | NANCY ↔ Conflans-Jarny ↔ Longuyon ↔ LONGWY                                                                                          | NANCY ↔ Conflans-Jarny ↔ Longuyon ↔ LONGWY                                                                                          | NANCY ↔ Conflans-Jarny ↔ Longuyon ↔ LONGWY                                                                                          | NANCY ↔ Conflans-Jarny ↔ Longuyon ↔ LONGWY                                                                                          |              |
|       | Longueur 125,9 km | Durée 1 h 35 | Nb. arrêts 8 | Soirée / Dimanche - Férié · / | Horaires 5 h 31 - 18 h 36 | Réseau TER Lorraine | | | |              |
|       | | | | | | | | | |              |
| 26    | METZ ↔ Hayange ↔ Longuyon ↔ Montmédy ↔ CHARLEVILLE-MÉZIÈRES                                                                         | METZ ↔ Hayange ↔ Longuyon ↔ Montmédy ↔ CHARLEVILLE-MÉZIÈRES                                                                         | METZ ↔ Hayange ↔ Longuyon ↔ Montmédy ↔ CHARLEVILLE-MÉZIÈRES                                                                         | METZ ↔ Hayange ↔ Longuyon ↔ Montmédy ↔ CHARLEVILLE-MÉZIÈRES                                                                         | METZ ↔ Hayange ↔ Longuyon ↔ Montmédy ↔ CHARLEVILLE-MÉZIÈRES                                                                         | METZ ↔ Hayange ↔ Longuyon ↔ Montmédy ↔ CHARLEVILLE-MÉZIÈRES                                                                         | METZ ↔ Hayange ↔ Longuyon ↔ Montmédy ↔ CHARLEVILLE-MÉZIÈRES                                                                         | METZ ↔ Hayange ↔ Longuyon ↔ Montmédy ↔ CHARLEVILLE-MÉZIÈRES                                                                         | METZ ↔ Hayange ↔ Longuyon ↔ Montmédy ↔ CHARLEVILLE-MÉZIÈRES                                                                         |              |
|       | Longueur | Durée 1 h 52 | Nb. arrêts 8 | Soirée / Dimanche - Férié · / | Horaires 7 h 32 - 18 h 35 | Réseau TER Lorraine | | | |              |
|       | | | | | | | | | |              |
| 28    | METZ ↔ Onville ↔ BAR-LE-DUC | METZ ↔ Onville ↔ BAR-LE-DUC | METZ ↔ Onville ↔ BAR-LE-DUC | METZ ↔ Onville ↔ BAR-LE-DUC | METZ ↔ Onville ↔ BAR-LE-DUC | METZ ↔ Onville ↔ BAR-LE-DUC | METZ ↔ Onville ↔ BAR-LE-DUC | METZ ↔ Onville ↔ BAR-LE-DUC | METZ ↔ Onville ↔ BAR-LE-DUC |              |
|       | Longueur 100,1 km | Durée 0 h 52 | Nb. arrêts 3 | Soirée / Dimanche - Férié · / | Horaires 7 h 22 - 18 h 28 | Réseau TER Lorraine | | | |              |
|       | | | | | | | | | |              |
| 29    | NANCY ↔ Toul ↔ Commercy ↔ Bar-le-Duc ↔ Revigny ↔ PARIS EST (TER Vallée de la Marne)                                                 | NANCY ↔ Toul ↔ Commercy ↔ Bar-le-Duc ↔ Revigny ↔ PARIS EST (TER Vallée de la Marne)                                                 | NANCY ↔ Toul ↔ Commercy ↔ Bar-le-Duc ↔ Revigny ↔ PARIS EST (TER Vallée de la Marne)                                                 | NANCY ↔ Toul ↔ Commercy ↔ Bar-le-Duc ↔ Revigny ↔ PARIS EST (TER Vallée de la Marne)                                                 | NANCY ↔ Toul ↔ Commercy ↔ Bar-le-Duc ↔ Revigny ↔ PARIS EST (TER Vallée de la Marne)                                                 | NANCY ↔ Toul ↔ Commercy ↔ Bar-le-Duc ↔ Revigny ↔ PARIS EST (TER Vallée de la Marne)                                                 | NANCY ↔ Toul ↔ Commercy ↔ Bar-le-Duc ↔ Revigny ↔ PARIS EST (TER Vallée de la Marne)                                                 | NANCY ↔ Toul ↔ Commercy ↔ Bar-le-Duc ↔ Revigny ↔ PARIS EST (TER Vallée de la Marne)                                                 | NANCY ↔ Toul ↔ Commercy ↔ Bar-le-Duc ↔ Revigny ↔ PARIS EST (TER Vallée de la Marne)                                                 |              |
|       | Longueur 349,9 km | Durée 1 h 07 | Nb. arrêts 18 | Soirée / Dimanche - Férié · / | Horaires 7 h 36 - 18 h 02 | Réseau TER Lorraine / Champagne-Ardenne / Picardie                                                                                  | | | |              |
|       | | | | | | | | | |              |
| 30    | METZ ↔ Conflans-Jarny ↔ Verdun ↔ CHÂLONS-EN-CHAMPAGNE                                                                               | METZ ↔ Conflans-Jarny ↔ Verdun ↔ CHÂLONS-EN-CHAMPAGNE                                                                               | METZ ↔ Conflans-Jarny ↔ Verdun ↔ CHÂLONS-EN-CHAMPAGNE                                                                               | METZ ↔ Conflans-Jarny ↔ Verdun ↔ CHÂLONS-EN-CHAMPAGNE                                                                               | METZ ↔ Conflans-Jarny ↔ Verdun ↔ CHÂLONS-EN-CHAMPAGNE                                                                               | METZ ↔ Conflans-Jarny ↔ Verdun ↔ CHÂLONS-EN-CHAMPAGNE                                                                               | METZ ↔ Conflans-Jarny ↔ Verdun ↔ CHÂLONS-EN-CHAMPAGNE                                                                               | METZ ↔ Conflans-Jarny ↔ Verdun ↔ CHÂLONS-EN-CHAMPAGNE                                                                               | METZ ↔ Conflans-Jarny ↔ Verdun ↔ CHÂLONS-EN-CHAMPAGNE                                                                               |              |
|       | Longueur 191 km | Durée 2 h 46 | Nb. arrêts 20 | Soirée / Dimanche - Férié · / | Horaires (services partiels uniquement)                                                                                             | Réseau TER Lorraine / Champagne-Ardenne                                                                                             | | | |              |
|       | | | | | | | | | |              |
| 31    | THIONVILLE ↔ Esch-sur-Alzette ↔ Belval-Université ↔ Pétange ↔ LONGWY                                                                | THIONVILLE ↔ Esch-sur-Alzette ↔ Belval-Université ↔ Pétange ↔ LONGWY                                                                | THIONVILLE ↔ Esch-sur-Alzette ↔ Belval-Université ↔ Pétange ↔ LONGWY                                                                | THIONVILLE ↔ Esch-sur-Alzette ↔ Belval-Université ↔ Pétange ↔ LONGWY                                                                | THIONVILLE ↔ Esch-sur-Alzette ↔ Belval-Université ↔ Pétange ↔ LONGWY                                                                | THIONVILLE ↔ Esch-sur-Alzette ↔ Belval-Université ↔ Pétange ↔ LONGWY                                                                | THIONVILLE ↔ Esch-sur-Alzette ↔ Belval-Université ↔ Pétange ↔ LONGWY                                                                | THIONVILLE ↔ Esch-sur-Alzette ↔ Belval-Université ↔ Pétange ↔ LONGWY                                                                | THIONVILLE ↔ Esch-sur-Alzette ↔ Belval-Université ↔ Pétange ↔ LONGWY                                                                |              |
|       | Longueur | Durée 1 h 02 | Nb. arrêts 9 | Soirée / Dimanche - Férié · / | Horaires 6 h 50 - 18 h 08 | Réseau TER Lorraine / CFL | | | |              |

### Par autocar

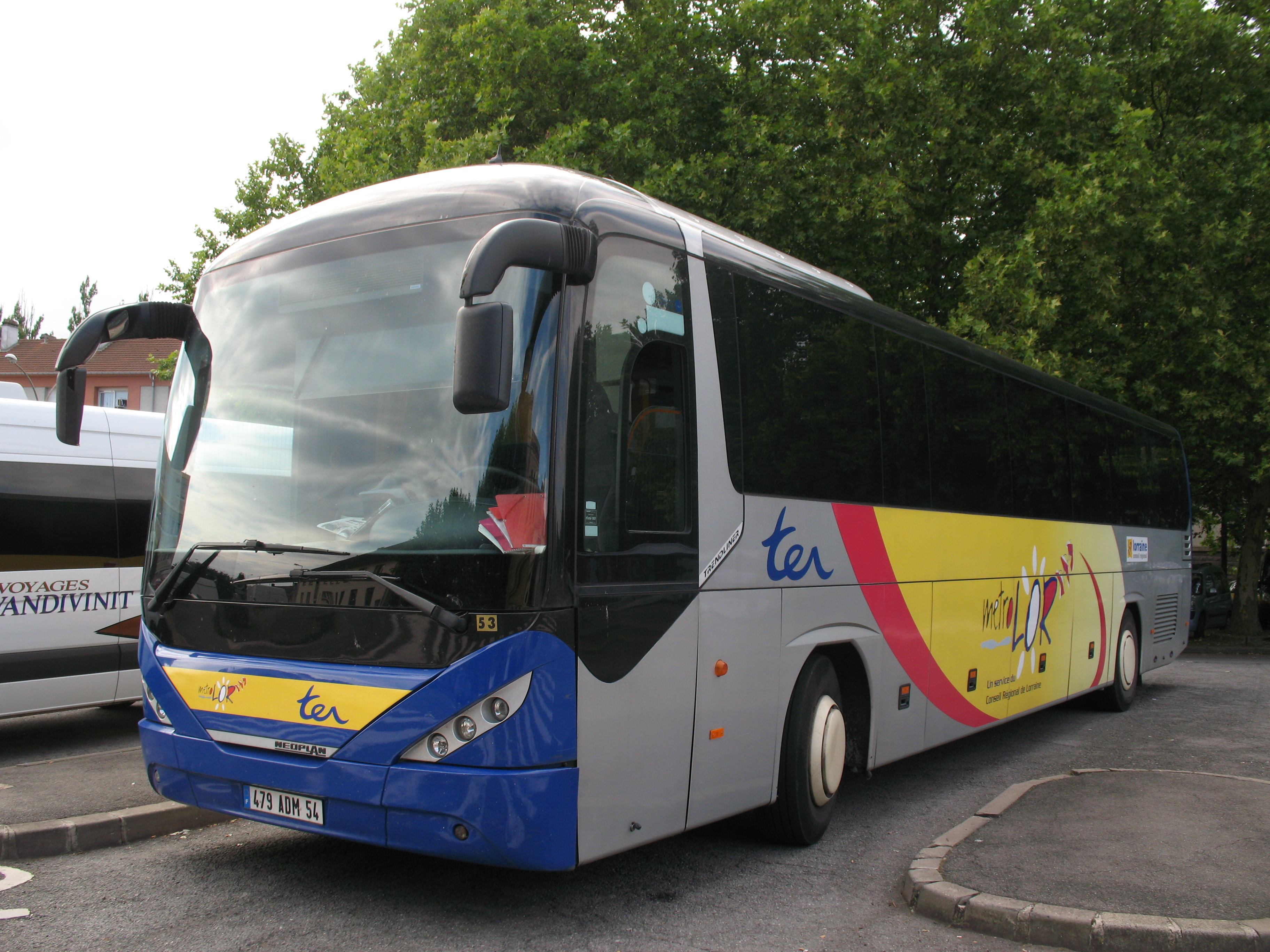
Autocar assurant une desserte routière au départ de la gare de Thionville.

Les dessertes par autocar sont, pour la plupart, soit des services de substitution pour des lignes ferroviaires fermées ou des gares fermées sur une ligne toujours ouverte, soit des services complémentaires au service ferroviaire à des heures de faible demande. La section Cornimont - La Bresse - Gérardmer de relation no 9 est la seule à ne correspondre à aucun de ces cas, n'ayant jamais été desservi par un train. La relation no 7 combine deux lignes différentes. Une partie des lignes routières ne fait plus partie du réseau TER proprement dit. Le Conseil régional de Lorraine les gère directement et les exploite sous la forme de délégation de service public, mais les tarifs SNCF sont toutefois reconnus. Ces autocars sont désignés comme autocars Métrolor dans les fiches horaires.
|       | Lignes routières TER |
| ----- | --- |
| 1     | Metz ↔ Pont-à-Mousson ↔ Nancy (1 AR / jour)                                                                                     |
| 3     | Thionville ↔ Hombourg-Budange ↔ Bouzonville ↔ Creutzwald                                                                        |
| 7     | Nancy ↔ Toul ↔ Neufchâteau et Vaucouleurs ↔ Neufchâteau                                                                         |
| 13    | Saint-Dié-des-Vosges ↔ Saales                                                                                                   |
| 17    | Béning ↔ Sarreguemines ↔ Bitche (Sarreguemines ↔ Bitche : le week-end uniquement)                                               |
| 18    | [ Sarreguemines ↔] Sarre-Union ↔ Sarrebourg                                                                                     |
| 19    | Bitche ↔ Niederbronn-les-Bains ↔ Haguenau                                                                                       |
| 21    | Rémilly ↔ Morhange |
| 21bis | Saint-Dié-des-Vosges ↔ Sainte-Marie-aux-Mines ↔ Sélestat (TER Alsace)                                                           |
| 22    | Sarrebourg ↔ Bénestroff ↔ Morhange                                                                                              |
| 24    | Lunéville ↔ Igney-Avricourt ↔ Sarrebourg et Hommarting ↔ Lutzelbourg Sarrebourg ↔ Hommarting ↔ Lutzelbourg (TER Alsace ligne 3) |
| 25    | Longwy ↔ Longuyon |
| 26    | Montmédy ↔ Longuyon |
|       | Lignes routières du Conseil régional                                                                                            |
| 8     | Remiremont ↔ Bussang |
| 9     | Remiremont ↔ Cornimont ↔ La Bresse [↔ Gérardmer]                                                                                |
| 10    | Épinal ↔ Mirecourt ↔ Vittel ↔ Neufchâteau                                                                                       |
| 14    | Lunéville ↔ Rambervillers [↔ Bruyères]                                                                                          |
| 26    | Metz ↔ Longwy (ligne rapide) |
| 27    | Metz ↔ Thionville ↔ Hayange - Audun-le-Roman - Longwy                                                                           |
| 30    | Metz ↔ Conflans-en-Jarnisy ↔ Verdun                                                                                             |

## Tarification
Les tarifs valables sur l'échelle nationale s'appliquent sur le TER Lorraine également. En complément, la région propose un tarif intérieur plus avantageux et des formules tarifaires spécifiques, pour partie en collaboration avec les autorités organisatrices voisines en Luxembourg et Allemagne (tarifs internationaux). Les tarifs régionaux se divisent en tarifs tout public et tarifs soumis à des conditions d'éligibilité.

### Tarifs tout public sur l'échelle régionale
Le 12 décembre 2005, sous l'impulsion du nouveau conseil régional, la Lorraine devient la première région française à instaurer une tarification propre pour les billets aller simple et aller-retour : le tarif Métrolor. Le niveau tarifaire est par ailleurs de 40 % plus bas que celui du tarif normal de la SNCF. En même temps, la tarification kilométrique est remplacée par une tarification zonale, basée sur des tranches kilométriques. Elles sont au nombre de sept et deviennent plus longues avec l'augmentation de la distance (10 km, 20 km, 30 km, 45 km, 65 km, 90 km, plus de 90 km), alors que la progression du prix entre deux tranches reste quasiment identique. Mais surtout, ce tarif apporte un plafonnement du prix de billet, car la dernière tranche tarifaire est ouverte. La limite n'est imposée que par les limites administratives de la région. Les trains à conditions d'accès sont exclus du tarif Métrolor.
Le tarif Métrolor peut encore être baissé avec l'achat d'une carte Métrolor (pour les personnes à partir de vingt-six ans) ou Métrolor Jeunes (pour les personnes de douze à vingt-cinq ans). La réduction atteint alors 60 % sur le tarif normal de la SNCF, respectivement 33,3 % sur le tarif Métrolor. Les billets avec cette réduction sont dits billets Métrolor Réduit. Comme particularité, les abonnements régionaux incluent déjà automatiquement la fonction carte Métrolor, c'est-à-dire qu'ils donnent d'emblée droit à 60 % de réduction sur le tarif normal.
Des offres commerciales destinées aux loisirs complètent la gamme. Les week-ends, jours féries et pendant les vacances scolaires d'été, deux personnes voyageant ensemble avec un billet Métrolor peuvent emmener avec eux jusqu'à trois autres personnes, qui n'ont à payer que 1 € par trajet. Cette offre est appelée Métrolor Loisirs. Le billet Walygator est un billet combinant l'entrée au parc d'attractions Walygator Parc avec l'aller-retour en TER. Le Ski Pass Vosges est une offre saisonnière donnant droit à des tarifs préférentiels pour les remontées mécaniques dans les stations de sports d'hiver participantes (La Bresse, Gérardmer, Bussang, Saint-Maurice-sur-Moselle, desservies par autocar TER depuis la gare de Remiremont. Depuis la saison 2008-2009, l'hébergement sur place est également proposé à prix réduit. Finalement, pour des personnes souhaitant parcourir de longues distances en Lorraine un samedi ou un dimanche (plus qu'un-aller retour sur la distance maximale), le forfait libre circulation billet Saar-Lor-Lux peut être intéressant (voir la section ci-dessous).
Depuis 1996, une convention tarifaire permet aux porteurs d'un titre de transport urbain d'emprunter les TER entre les gares de la communauté d'agglomération du grand Nancy.

### Tarifs internationaux tout public
Le ticket Lorraine-Luxembourg est un tarif aller-retour depuis les gares lorraines à destination des gares de Luxembourg-Ville ou Belval-Université. Répondant au même concept, le ticket Lorraine-Saar est un tarif aller-retour depuis les gares lorraines à destination de la Gare de Sarrebruck. Dans les deux cas, le voyage aller-retour doit s'effectuer dans la journée. Le prix est fonction de la distance parcourue.
Ces deux offres sont destinées aux jours de semaine. Le week-end, le billet Saar-Lor-Lux est souvent plus avantageux. Il s'agit d'un forfait de libre circulation valable au choix le samedi ou le dimanche jusqu'à 3 h 00 du lendemain, sur toutes les lignes TER de la Lorraine, sur l'ensemble du réseau des CFL et dans tous les trains régionaux de la Sarre. Le billet Saar-Lor-Lux existent pour une à cinq personnes et n'est vendu qu'aux guichets des gares et boutiques SNCF.

### Tarifs soumis à des conditions d'éligibilité
Les personnes à faibles revenus résidant en Lorraine peuvent bénéficier d'une réduction de 75 % sur les billets aller-retour au tarif normal, pour leurs déplacements au quotidien. Pour ceci, elles doivent au préalable retenir un formulaire en gare, et une carte Métrolor+ leur sera envoyée par courrier. Les billets Métrolor+ à laquelle elle donne droit sont disponibles aux points de vente habituels.
Les personnes empruntant régulièrement le TER ont à leur disposition une gamme d'abonnements propres à la Lorraine : PASS Avenir pour les scolaires, PASS Campus pour les étudiants, et PASS Emploi pour les salariés. Ces abonnements procurent une réduction entre 70 % et 90 % par rapport aux billets au tarif normal, à condition d'être utilisés au moins cinq jours par semaine en moyenne. Des abonnements spécifiques existent pour les transports transfrontaliers vers le Luxembourg et vers la gare de Sarrebruck, sous le titre Flexway, respectivement Flexfahrt. Comme particularité, ces abonnements s'appliquent également sur les réseaux de transports urbains et interurbains des zones transfrontalières concernées (titres intermodaux).
Les abonnements PASS Campus et PASS Emploi sont chargés sur une carte à puce sans contact nommé SimpliCités, qui est destiné à devenir le support pour tous les abonnements, y compris pour les différents réseaux de transports urbains et interurbains. Plusieurs abonnements différents peuvent donc être chargés simultanément sur la carte SimpliCités. Depuis août 2008, le réseau de transport urbains de Nancy (Réseau STAN) est déjà équipé de cette carte.

## Exploitation
L'exploitation fait appel au matériel listé ci-dessous.

### Locomotives pour rames tractées

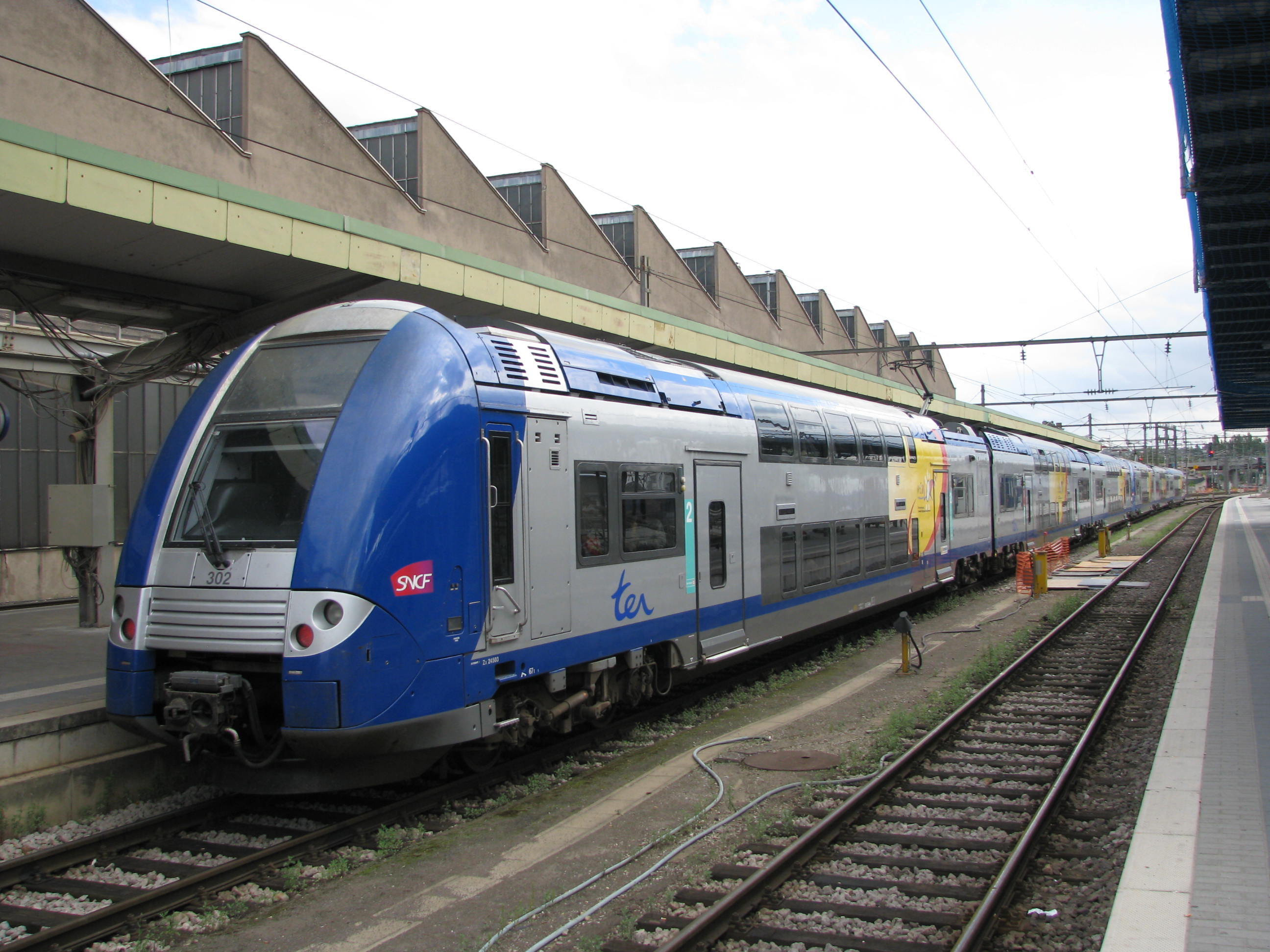
Une Z24500 en gare de Luxembourg.
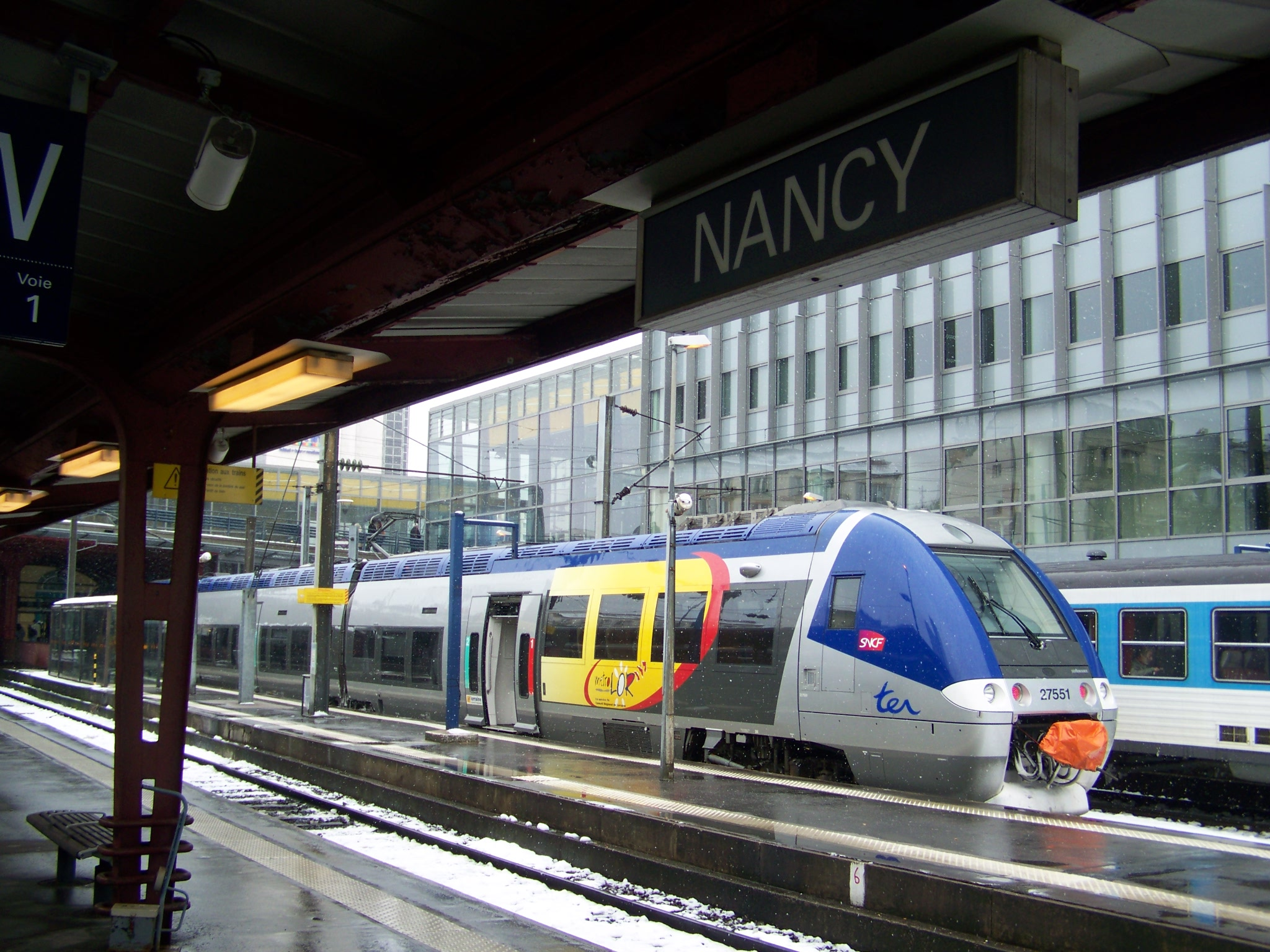
Une rame Z27500 à Nancy.
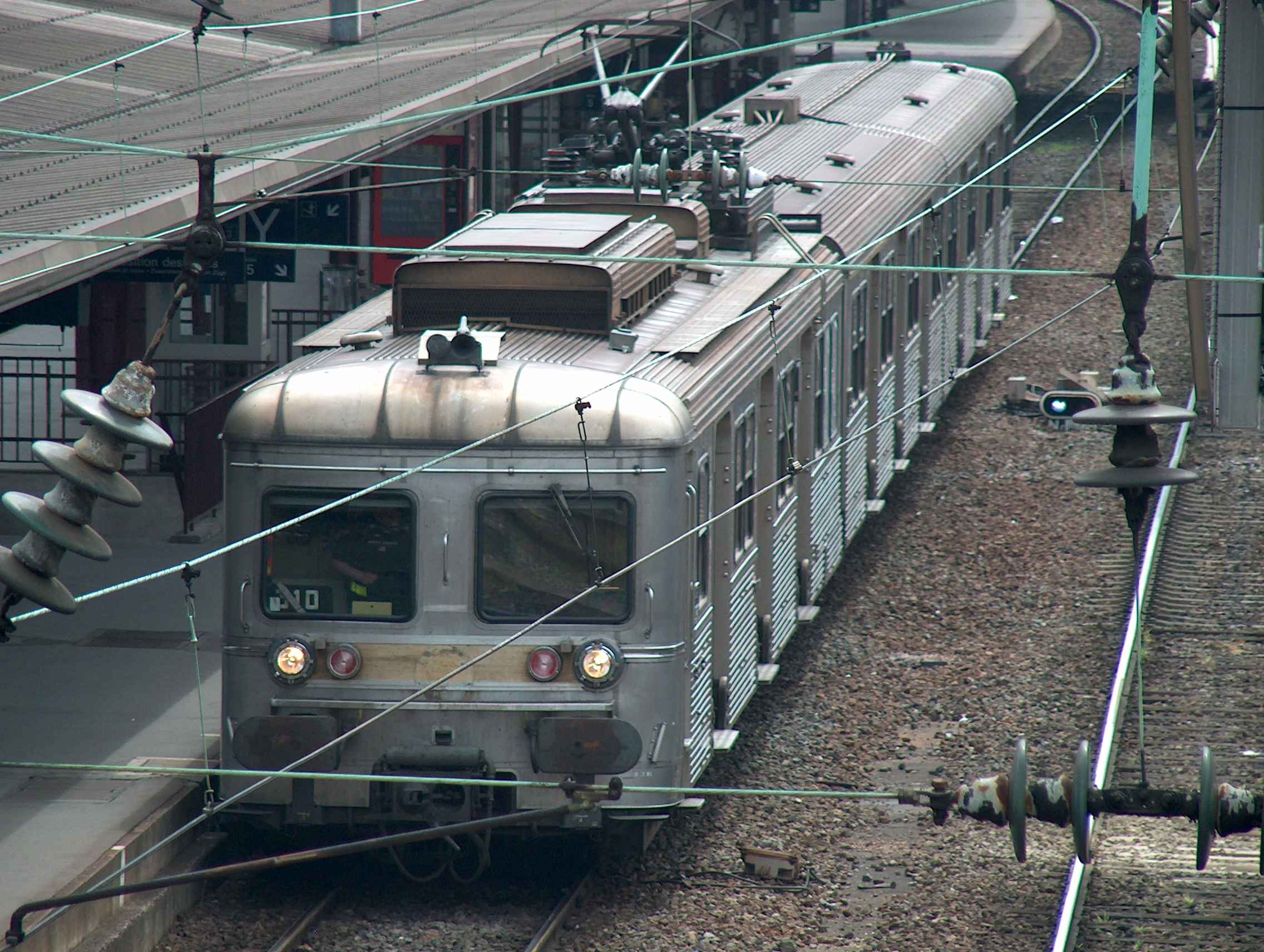
Une Z6300 (radiée depuis) en gare de Nancy.
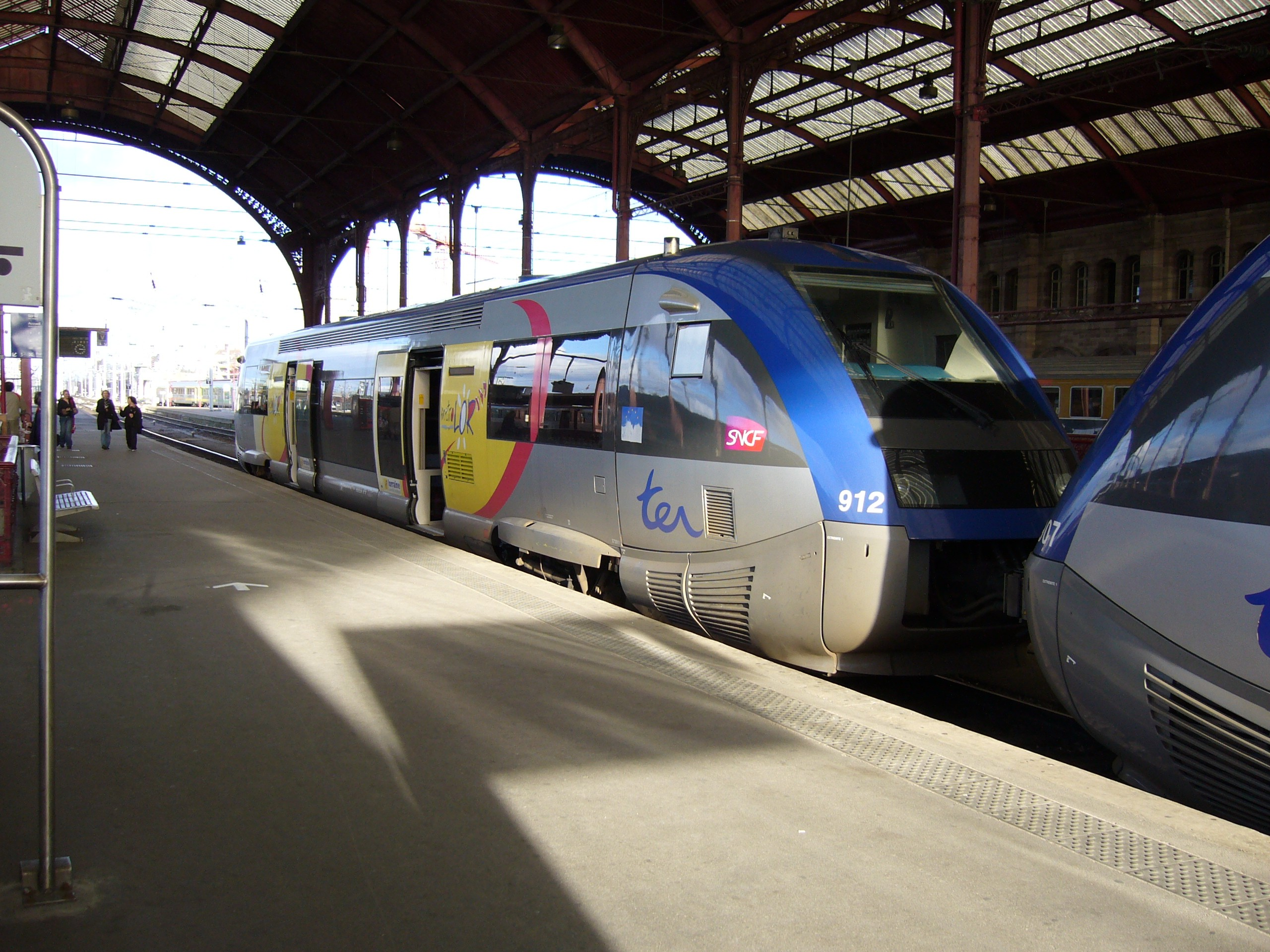
X73900 à Strasbourg.
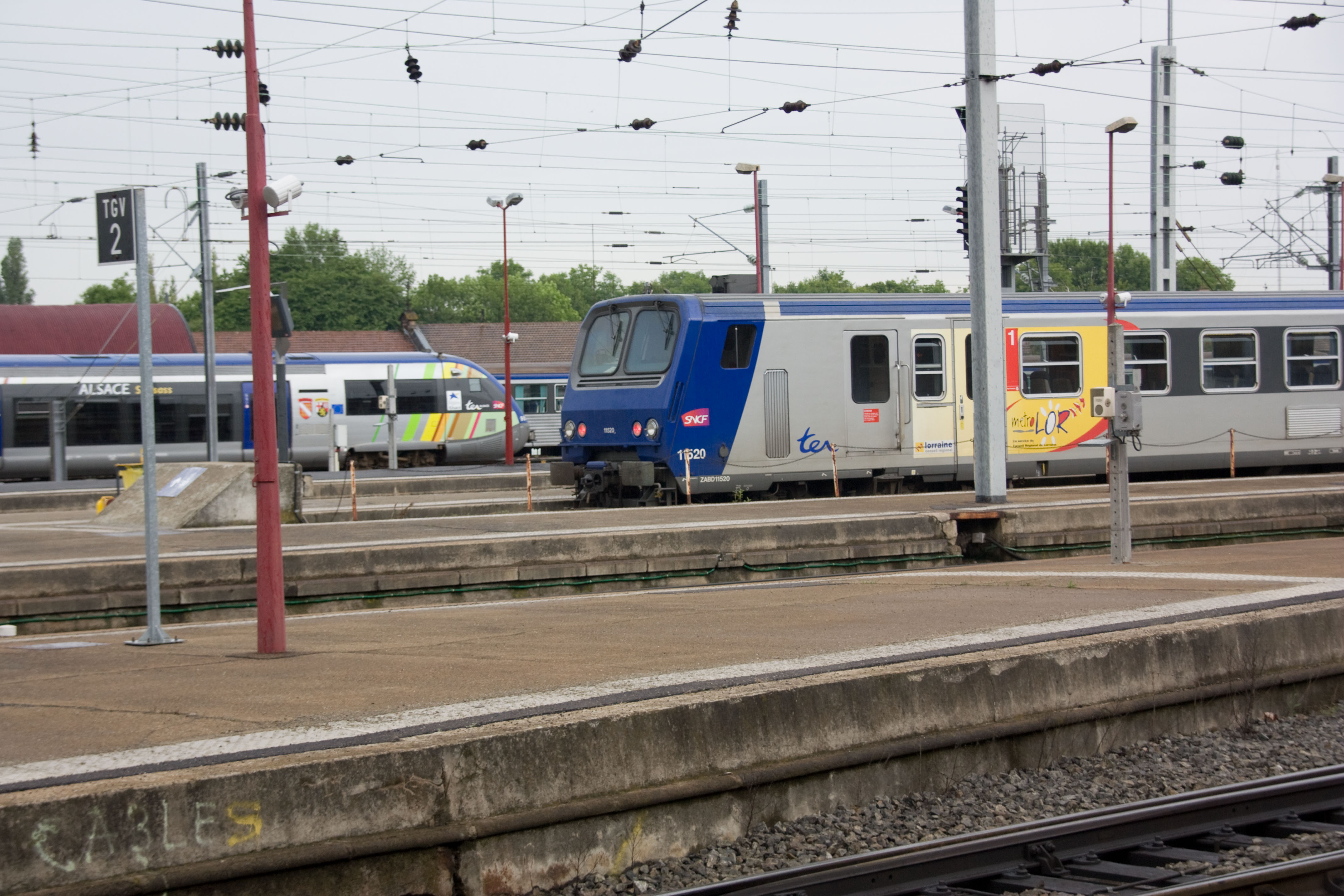
Z 11500 à Strasbourg.

### Voitures et rames tractées
- Rame réversible régionale : 8 rames de 3 caisses

### Matériel passé

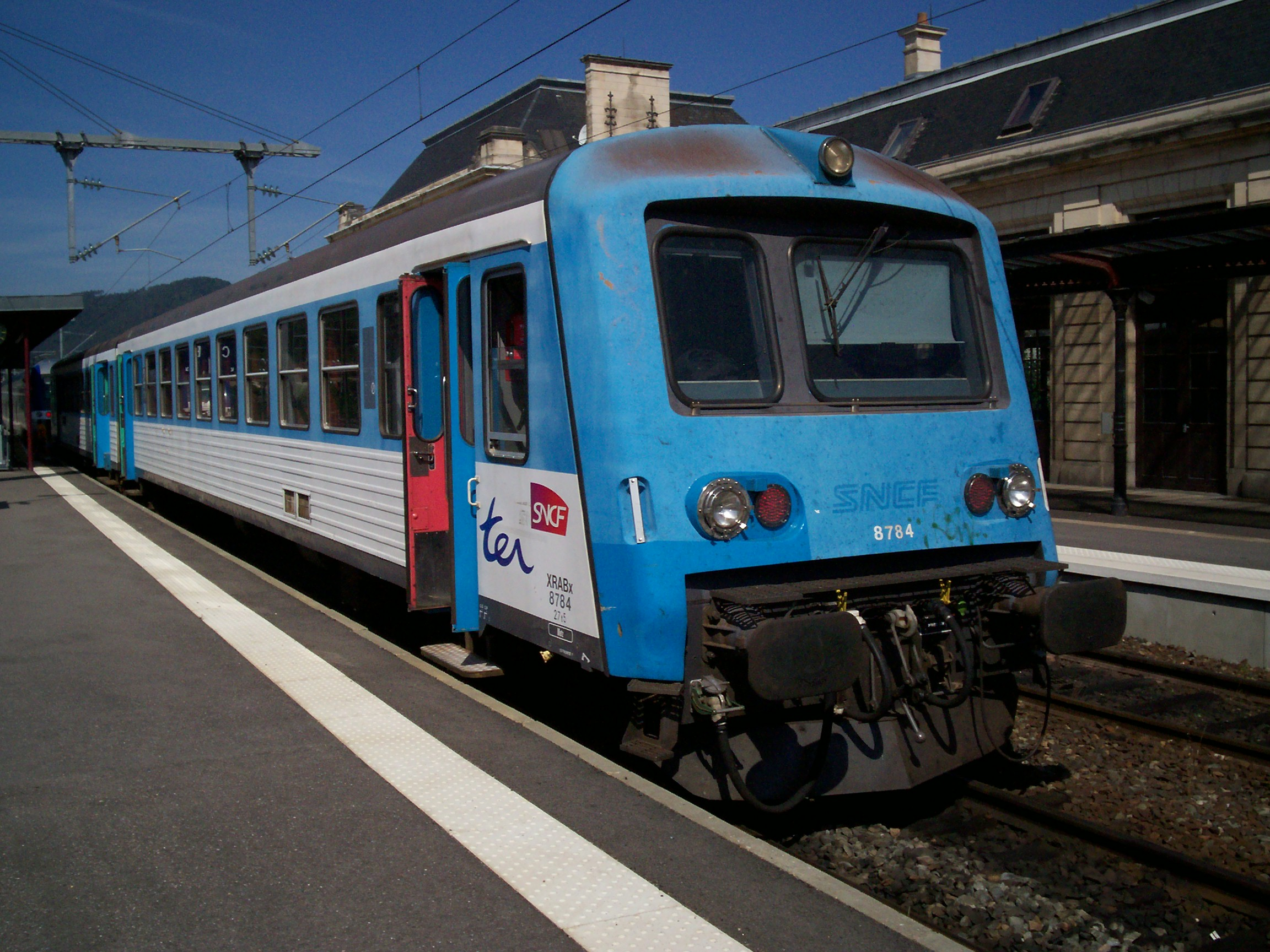
Un X 4750 bleu en gare de Saint-Dié-des-Vosges.

- X 4300 (rouge et crème et modernisés TER "bleu Isabelle"), tous radiés depuis novembre 2007, remplacé par les X 4750, X 73500, X 76500 et Z 27500,
- X 4750 (rouge et crème, modernisés TER "bleu Isabelle", modernisés TER "jaune Lithos", modernisés TER "1997"), le retrait du service a été conclu en décembre 2014.
- Z 6300, toutes radiées depuis avril 2008, remplacées par les Z 27500 et Z 24500,
- BB 16500, toutes radiées depuis décembre 2009 et (partiellement) remplacées par des BB 25500 basées à Strasbourg,
- voitures Corail, en livrée Métrolor ou Corail +,
- voitures USI et UIC, en livrée C160,
- X 2700, mutés en 1991 à Lyon-Vaise,
- RIB 60, RIO 90 (anciennes RIB 70 modernisées), RIO 78, toutes radiées depuis 2009.

Le 17 octobre 2009, une tournée d'adieu a été organisée en Lorraine pour marquer la fin de l'utilisation des BB 16500. Le parcours effectué fut Thionville - Hagondange - Metz - Sarrebourg - Blainville-Damelevières - Nancy - Conflans-Jarny - Longuyon - Thionville. Durant ce parcours, le viaduc de Waville a été utilisé alors qu'il n'est pas accessible pour les trains voyageurs.

### Matériel futur
- La région a passé commande de 10 rames Régiolis de 4 caisses. Ces rames sont et seront livrées en 2014 et 2015.

### Livrée
En 1986, lors de la création de la marque TER, parmi les 4 livrées proposées par la SNCF, la Région Lorraine choisit la livrée à dominante jaune. Cette livrée sera appliquée dès 1988 sur les X 2700 rénovés, puis sur les RIO 90 en 1990, puis les Z 11500 au début des années 1990 et enfin sur les X 4750 jusqu'en 1998. Les RRR mises en service en 1993 sont sorties d'usine dans cette livrée. Les RIO 78 ex-Nord-Pas-de-Calais avaient également cette livrée, la Région Nord-Pas-de-Calais ayant choisi la même couleur.

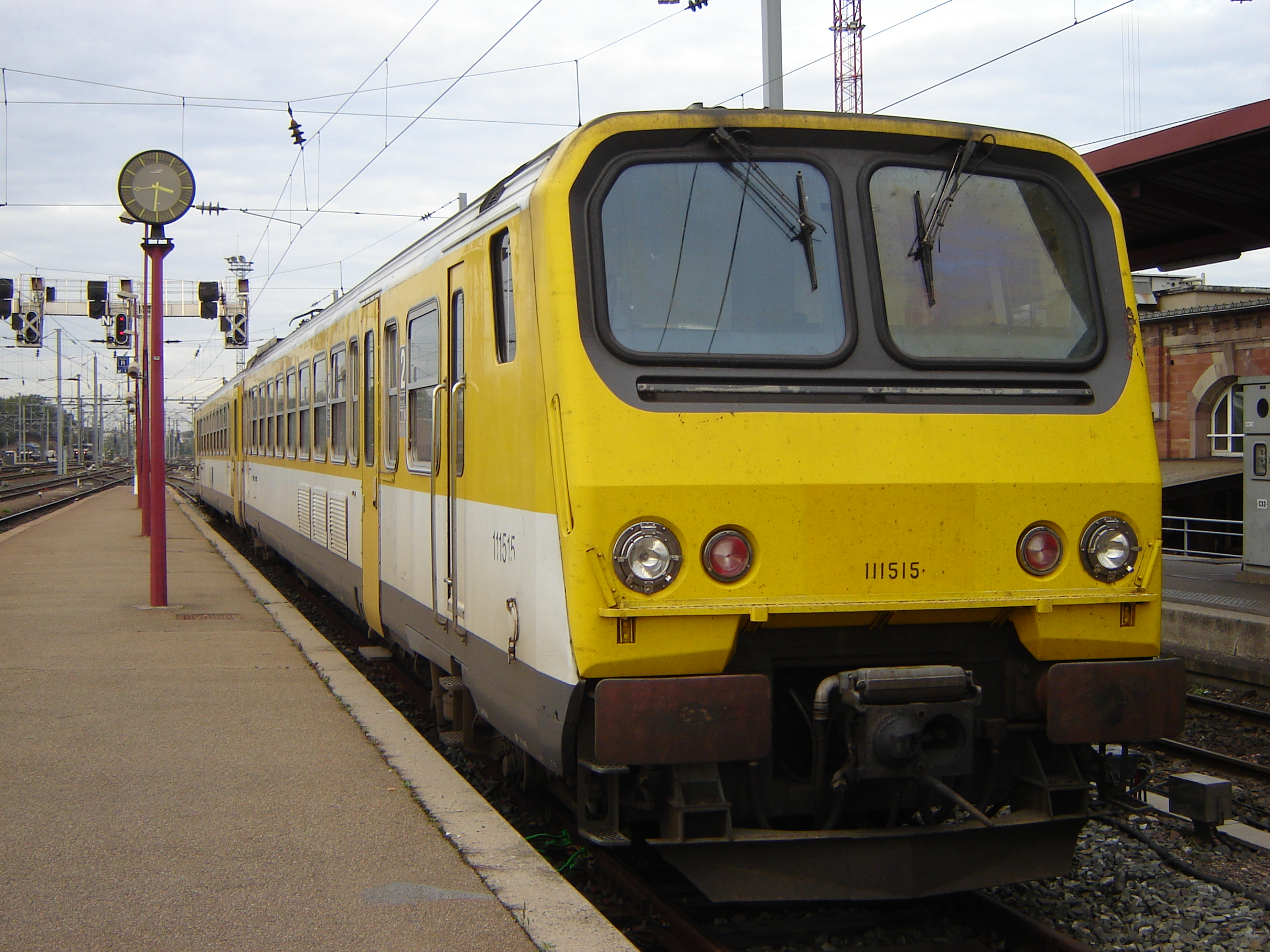
Une Z 11500 jaune.

En 2002, les X 73900 livrés neufs abordent la livrée unifiée TER de 1997, à dominante bleue et grise. Des pelliculages reprenant le logo Métrolor sont mis aux niveaux des portes. Ce pelliculage reprend les couleurs du blason lorrain (le jaune et une bande rouge). Le logo Métrolor est mis au centre du pelliculage et le logo de la région est mis en bas des portes du train. Ce pelliculage a très vite été apposé sur la quasi-totalité du parc lorrain, y compris le matériel en ancienne livrée jaune.
Sur les Régiolis, le logo Métrolor a un nouveau graphisme et une taille plus modeste.

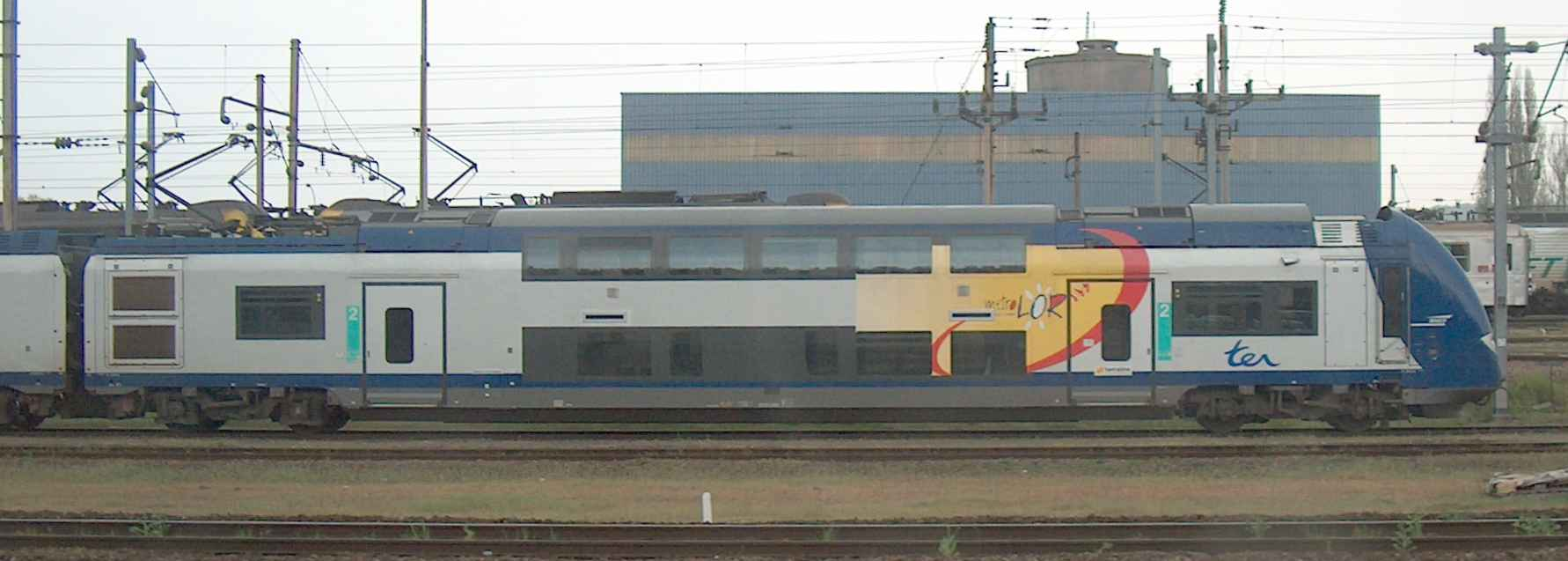
Une Z 24500 de profil au dépôt de Thionville.

## Économie

### Fréquentation

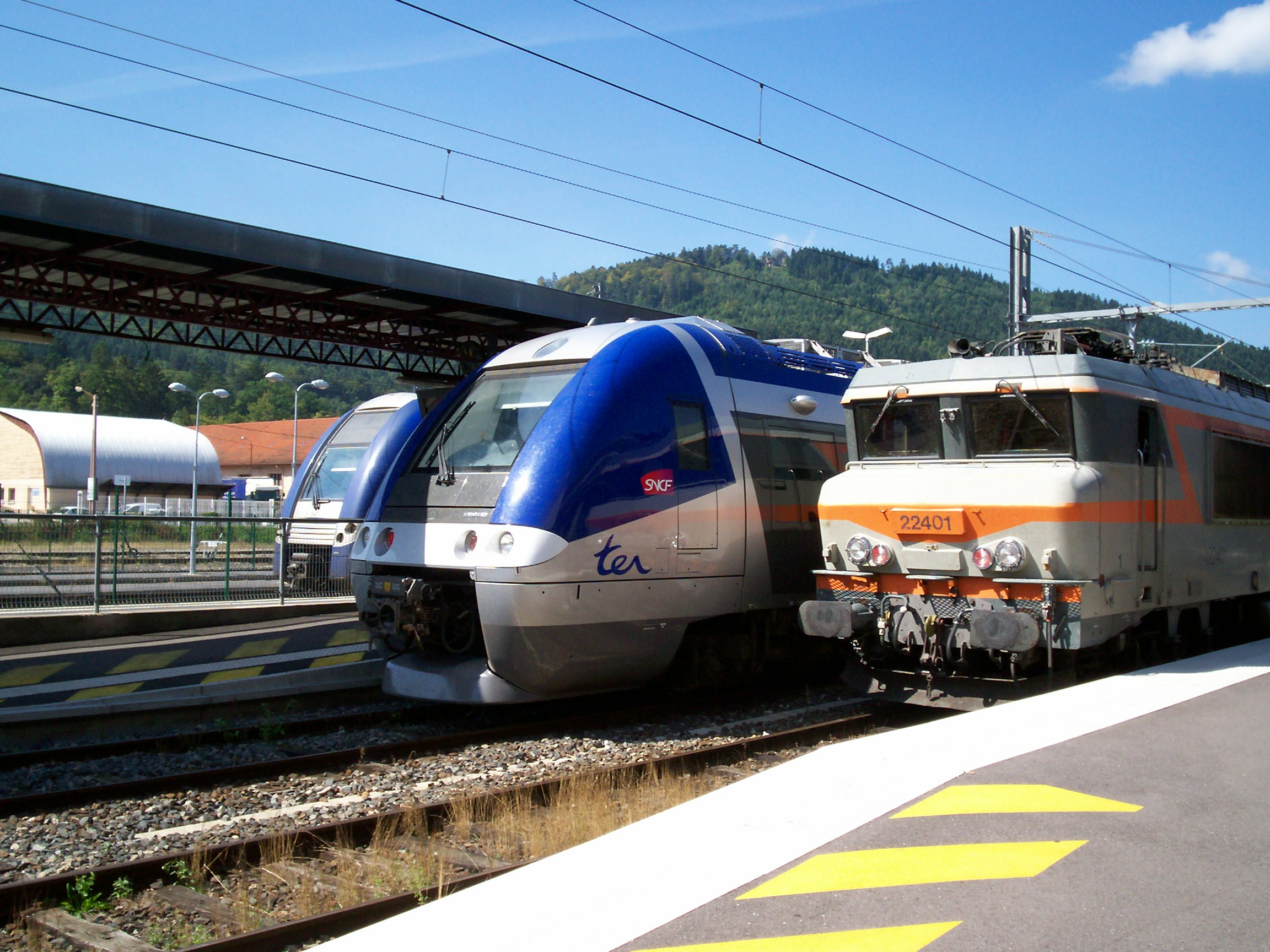
Z 24500, Z 27500, BB 22200 en gare de Saint-Dié-des-Vosges.

- Nancy - Metz - Thionville - Luxembourg 39,2 % ;
- Nancy - Épinal - Remiremont  14,0 % ;
- Metz - Forbach - Sarrebruck 7,7 % ;
- Nancy - Lunéville - Saint-Dié 7,1 %.

Le public a été sensible à l'augmentation de l'offre sur les principales relations : entre 2004 et 2007, la fréquentation du TER Lorraine a augmenté de 35 %. L'augmentation la plus forte a été observée entre juin et septembre 2007, quand elle a été de 22,1 % par rapport à la même période de l'année précédente.
En 2009, le nombre de trains-km augmente de 8,73 % pour atteindre 10,6 millions de trains-km, répartis sur 158 200 trains par an. La fréquentation a quant à elle augmenté de 14,48 %[réf. nécessaire] pour atteindre 619 852 voyageurs-km.

### Budget
En 2004 :
- Dépenses : Exploitation 103 M€
- Recettes : Subvention régionale 12,7 M€

En 2008:
- Dépenses : Exploitation 129 M€, Investissements 48 M€, Rénovation des gares 0,3 M€, Tarifs sociaux 23 M€
- Recettes : Subvention régionale 58 M€

En 2009, le budget est de 169 M€ soit 16,16 % du budget régional.

## Projets à venir
Des associations d'usagers demandent la réouverture au service voyageurs de certaines lignes :
- Bouzonville - Béning, pour permettre une liaison directe Luxembourg - Sarrebruck ;
- le raccordement de Saint-Hilaire-au-Temple, pour permettre des circulations directes entre Verdun et Reims[18] ;
- Fontoy - Audun-le-Tiche, pour permettre une desserte de la vallée de la Fensch vers le Luxembourg[19] ;
- Laveline - Gérardmer, demandée depuis plusieurs années par l'association TG2V[20].

Aucun de ces projets n'a encore été entériné par la Région.
Un reportage diffusé le 31 mai 2011 sur France 3 Lorraine laisse entendre que la ligne Nancy - Vittel - Merrey pourrait être fermée à terme. Des travaux d'une valeur de plusieurs millions d'euros seraient nécessaires, mais RFF ne souhaiterait pas les financer, la ligne n'étant pas jugée assez rentable.
Des travaux de 19 millions d'euros qui ont été financés par SNCF Réseau (anciennement RFF) entre Jarville-la-Malgrangre et Pont-Saint-Vincent se sont déroulés pendant l'été 2016 mais la portion Pont-Saint-Vincent - Merrey a finalement été fermée au service voyageurs. Un projet de réouverture est envisagé pour l'horizon 2025.